# Гендрік Гольціус
Ге́ндрік Го́льціус  (нід. Hendrik Goltzius 1558 — 1 січня, 1617, Гарлем) — нідерландський гравер і художник, представник династії нідерландських граверів і художників доби маньєризму.

## Життєпис
Народився в сільській місцевості, котра нині відійшла до території Німеччини (муніципалітет Брюгген, земля Північний Рейн-Вестфалія). Родина перевезла трирічного сина у місто Дуйсбург. Батько був вітражним майстром. У дитинстві хлопець мав опіки правої руки, що не завадило допомагати батькові у майстерні і здобути первісну художню освіту. Іноді Гендрік наділятиме власних персонажів скаліченою правою рукою у власних малюнках.

## Художня освіта
Власну художню освіту удосконалював в майстерні художника Дірка Волькертсена Корнгерта (1522—1590), майстерного гравера, літератора і гуманіста. Сам почав опановувати графічну техніку з 1575 року. Разом із Корнгертом перебрався у місто Гарлем. Відомо також, що навчався у художника Ламберта Ломбарда (1506—1566).
В ранній період в місті Гарлем за сприяння видавця Філіпа Галле виконав серію гравюр «Історія Лукреції», легендарної героїні з історії Стародавнього Рима. Художник і надалі не втратить зацікавленості в серіях і буде автором декількох графічних серій («Апостоли», «Поєднані алегорії», «Сім планет», Боги античного пантеону, «Життя Богородиці») .

## Шлюб за розрахунком
У віці 21 рік Гендрік Гольціус узяв шлюб із заможною жінкою, що була помітно старшою за нього. Це надало можливість заснувати власний бізнес.

## Подорож до Німеччини і Італії
1590 року 32-х річним майстром він створив подорож через Німеччину до Італії. Тодішні Гамбург і Мюнхен мало що могли запропонувати художникові, що цікавився графікою і її технологіями, а твори декоративно-ужиткового мистецтва його цікавили мало. Через Венецію, Болонью і Флоренцію він прибув у Рим 10 січня 1591 р. Ймовірно, тільки мистецькі скарби римських церков і соборів, а також приватних збірок справили на нього найбільше враження (він бачив Геракла Фарнезе, твори Полідоро да Караваджо, Рафаеля Санті тощо). Про це свідчать замальовки того періоду та декілька майстерних портретів-малюнків відомих на той час митців (що роками працювали в Італії), серед котрих Джованні да Болонья, П'єтро Франкавілла, Джованні Страдано. Він дещо поспіхом покинув Рим вже в квітні, аби дістатися Неаполя і Поццуолі, а потім повернувся до Рима. Художник разом із співвітчизниками третього серпня покинули папську столицю і вирушили додому через Болонью, Венецію, Тренто і Мюнхен.
1591 року восени він повернувся до міста Гарлем.

## Звернення до живопису олійними фарбами
Лише у віці 42 роки він звернувся до живопису олійним фарбами. Сюжети його картин не надто виходили за межі сюжетів нідерландських художників-маньєристів чи майстрів з німецьких князівств («Даная», 1603, «Адам» і «Єва», «Обрізання Христа за єврейською традицією», «Старий купує прихильність молодички за гроші», «Мінерва», «Венера, Амур і сатир», 1616). В картинах мав схильність до використання незвичних ракурсів і чудернацького, неприродного відтворення людських фігур і м'язів.

## Гільдія Св. Луки в Гарлемі
Важливою сторінкою художнього життя в Гарлемі стало заснування місцевої гільдії Св. Луки з ініціативи Карела ван Мандера, Гендріка Гольціуса та Корнеліса ван Гарлема. Навчальний заклад копіював вже засновані художні академії в містах Рим та Флоренція. Вся трійця була представниками стилю північного маньєризму, що перетворило місто на відомий центр національного маньєризму в Голландії разом із Утрехтом.
Таким чином 1600 (або раніше) року Гендрік Гольціус посприяв заснуванню у місті художньої академії, де існувала і школа для малювання з античних скульптур і оголеної натури.

## Художня манера

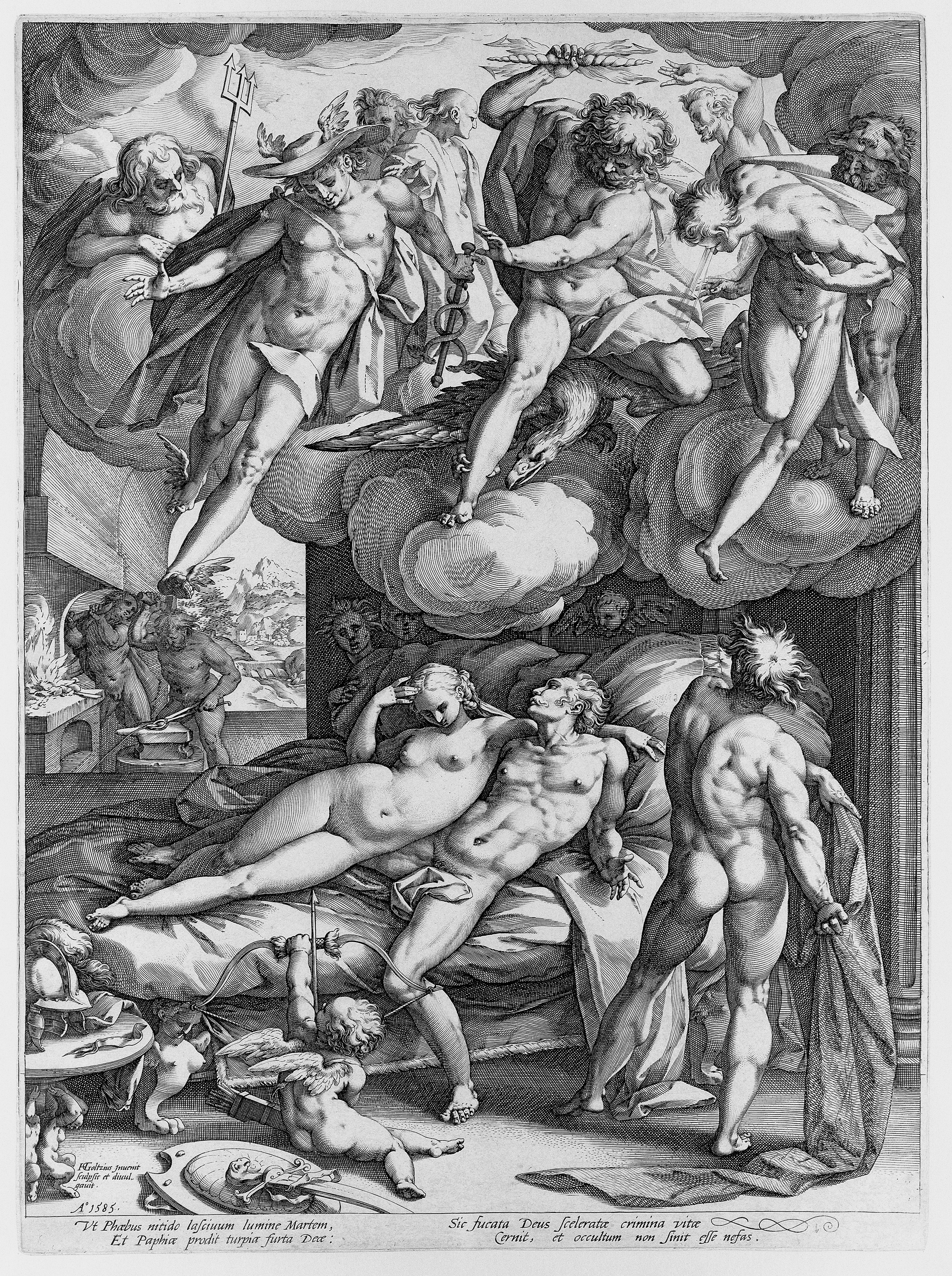
Гендрік Гольціус. «Венера і Марс, захоплені в ліжку Вулканом»

Художня манера митця цілком укладалась в стилістику північного маньєризму з її культом віртуозного малюнка, посиланнями на авторитети відомих італійських майстрів, правом на виправлення реальних вражень від натури на штучні схеми привабливості і грації, що приводило до ненатуральності і вигадливості композицій. Особливості художньої манери митця надзвичайно повно відбилися в його малюнках і гравюрах.
Тим не менше, діапазон сюжетів в творах Гендріка Гольціуса був помітно більшим, ніж у Бартоломеуса Шпрангера. Звертання Гендріка Гольціуса до живопису олійними фарбами (що приносив прибутків більше гравюр) призвело до передачі друкарні учням і пасинку Якобу Матему. Продукція друкарні нібито не програла за якістю, але ідентифікувати графічну продукцію цього періоду важко через зближення і стирання індивідуальних манер різних митців майстерні.

## Смерть
Гендрік Гольціус помер в місті Гарлем. Поховання відбулося в церкві Св. Бавона.

## Учні майстра
Гендрік Гольціус мав власну майстерню і брав учнів. Він сприяв зростанню майстерності декількох голландських граверів, серед котрих —
- Ян Мюллер
- Якоб Матам (1571—1631)
- Ян Санредам (1565—1607)
- Пітер де Йоде старший (1570—1634)
- Якоб де Гейн молодший (1565—1629)

## Вибрані твори

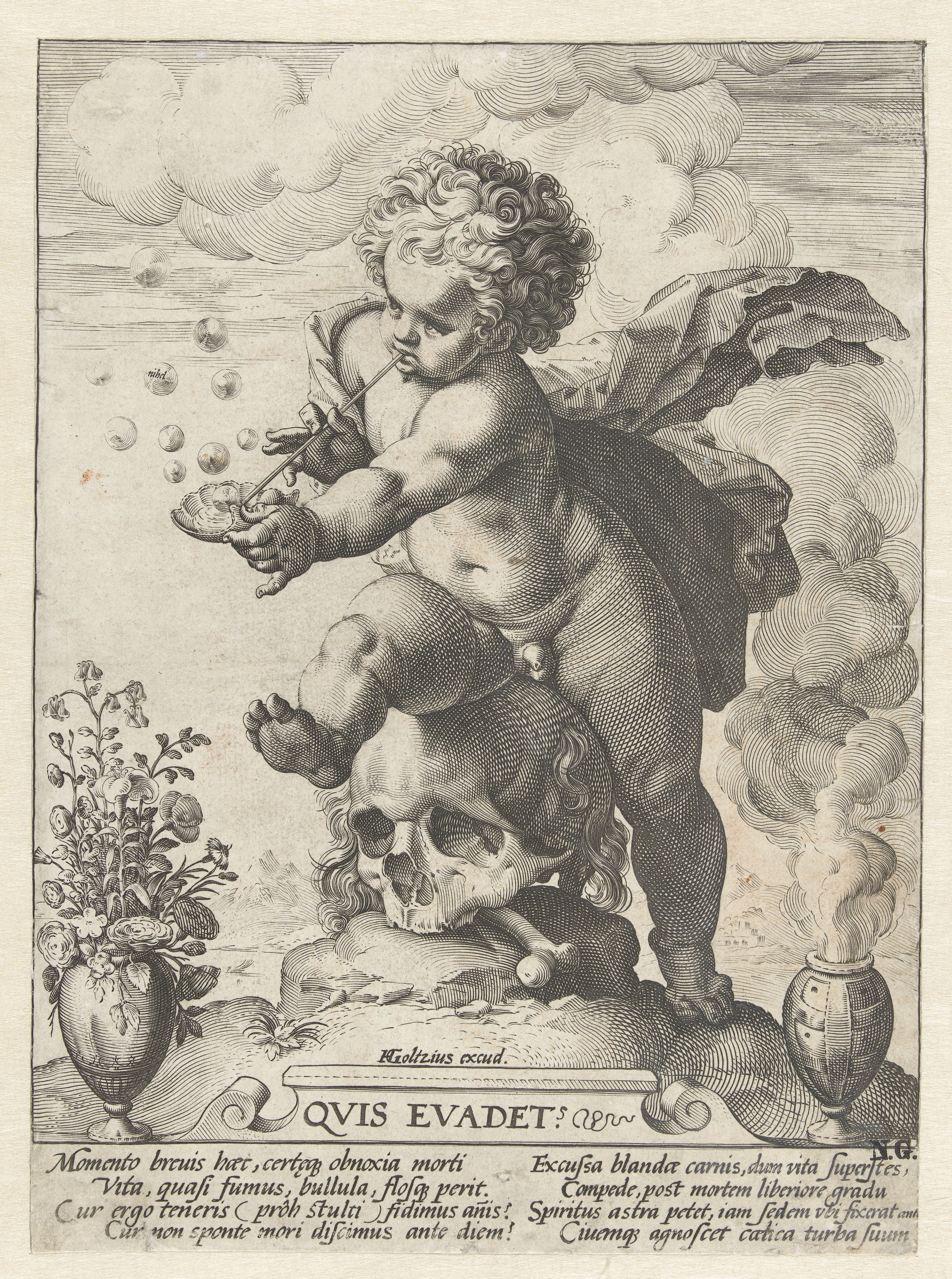
Гендрік Гольціус. «Людина як вразлива мильна бульбашка», 1590 р. Державний музей (Амстердам)

- «Джованні да Болонья», малюнок
- «Автопортрет», до 1594 р., Альбертіна, Відень
- «Даная», 1603
- «Мертвий Адоніс»
- «Меркурій», 1611
- «Мінерва», 1611
- «Двобій Геракла і Какуса», 1613
- «Вертумн і Помона», 1613
- «Адам», 1613
- «Єва», 1613
- «Вертумн і Помона», 1615
- «Лот і дві його дочки», 1616
- «Гріхопадіння Адама і Єви», 1616
- «Обрізання Христа за єврейською традицією»
- «Старий купує прихильність молодички за гроші»
- «Венера, Амур і сатир», 1616

## Друкована графіка з робіт Г. Гольціуса

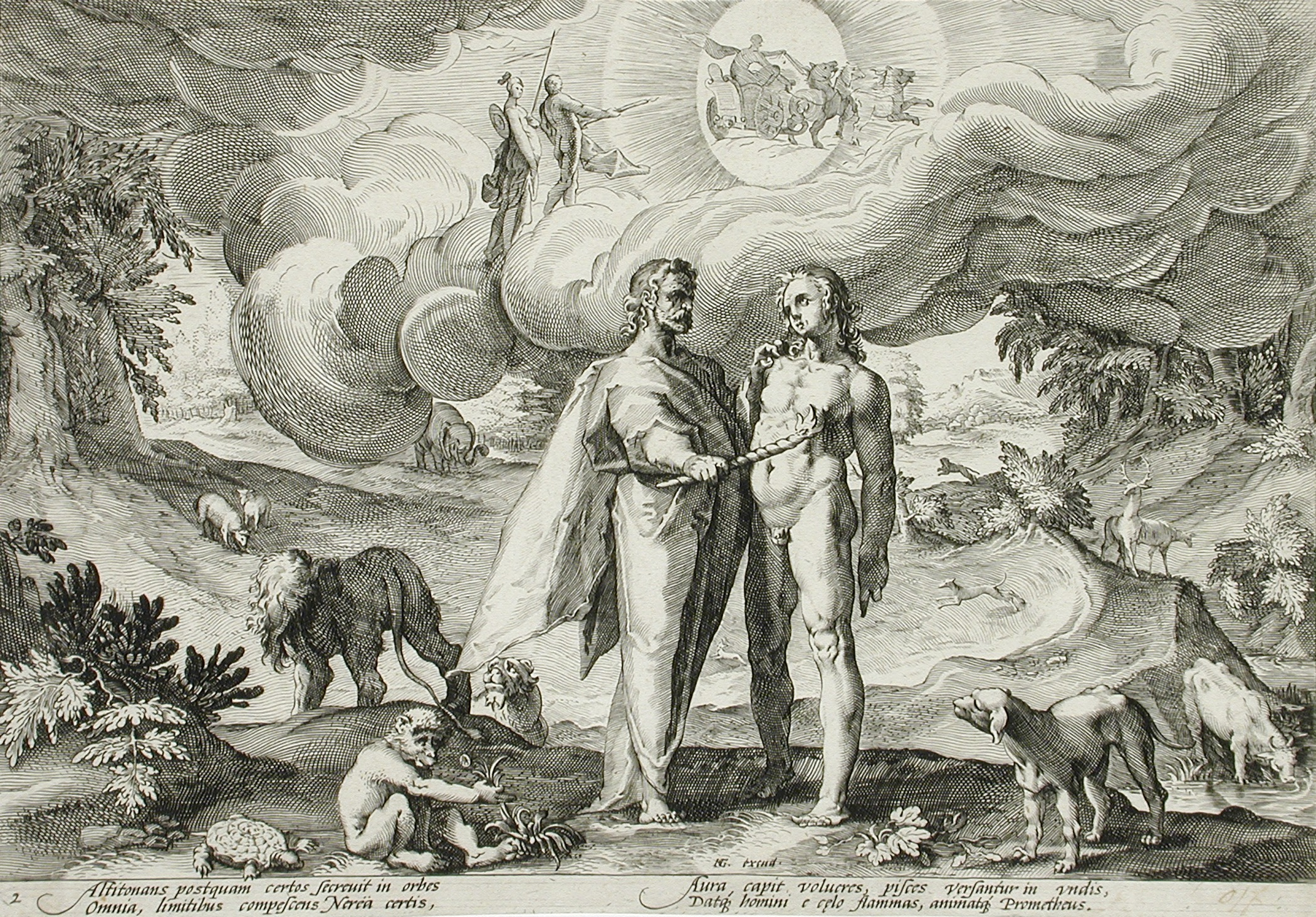
Гендрік Гольціус. «Прометей створює першу земну людину», 1589, Музей мистецтв округу Лос-Анжелес

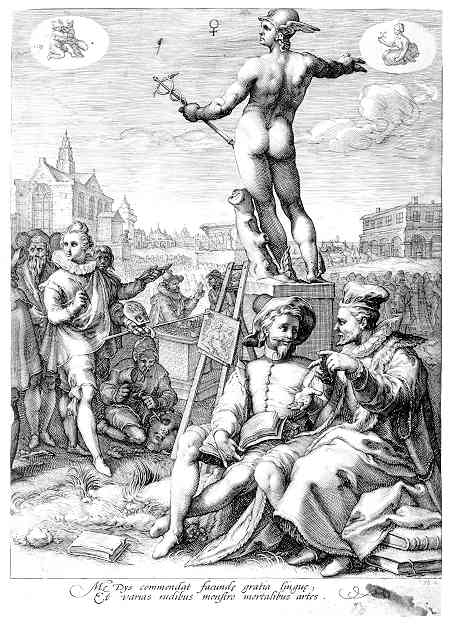
Гендрік Гольціус. «Меркурій», серія «Сім планет», 1597 р.

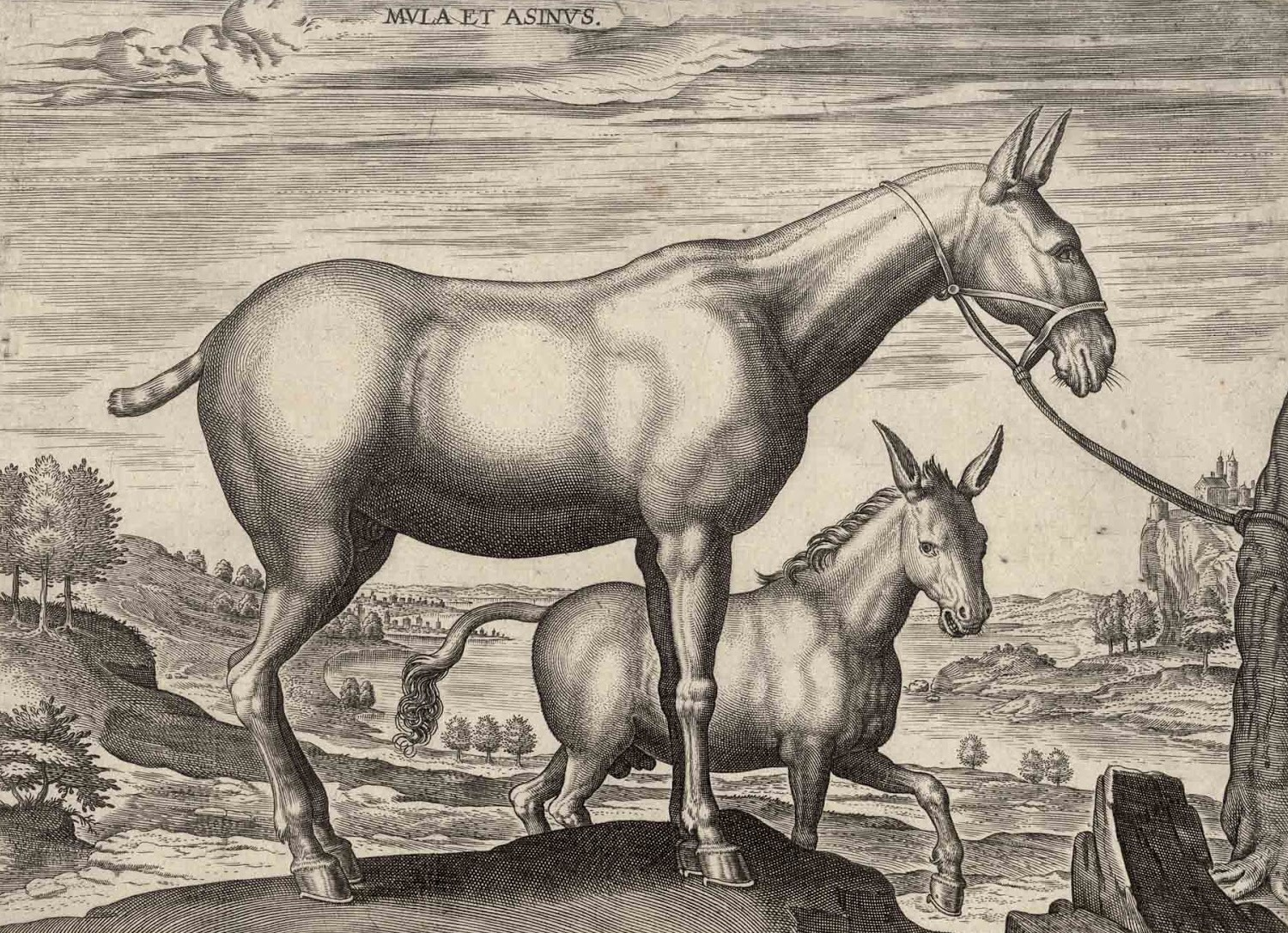
Гендрік Гольціус. «Мул та віслюк», 1578
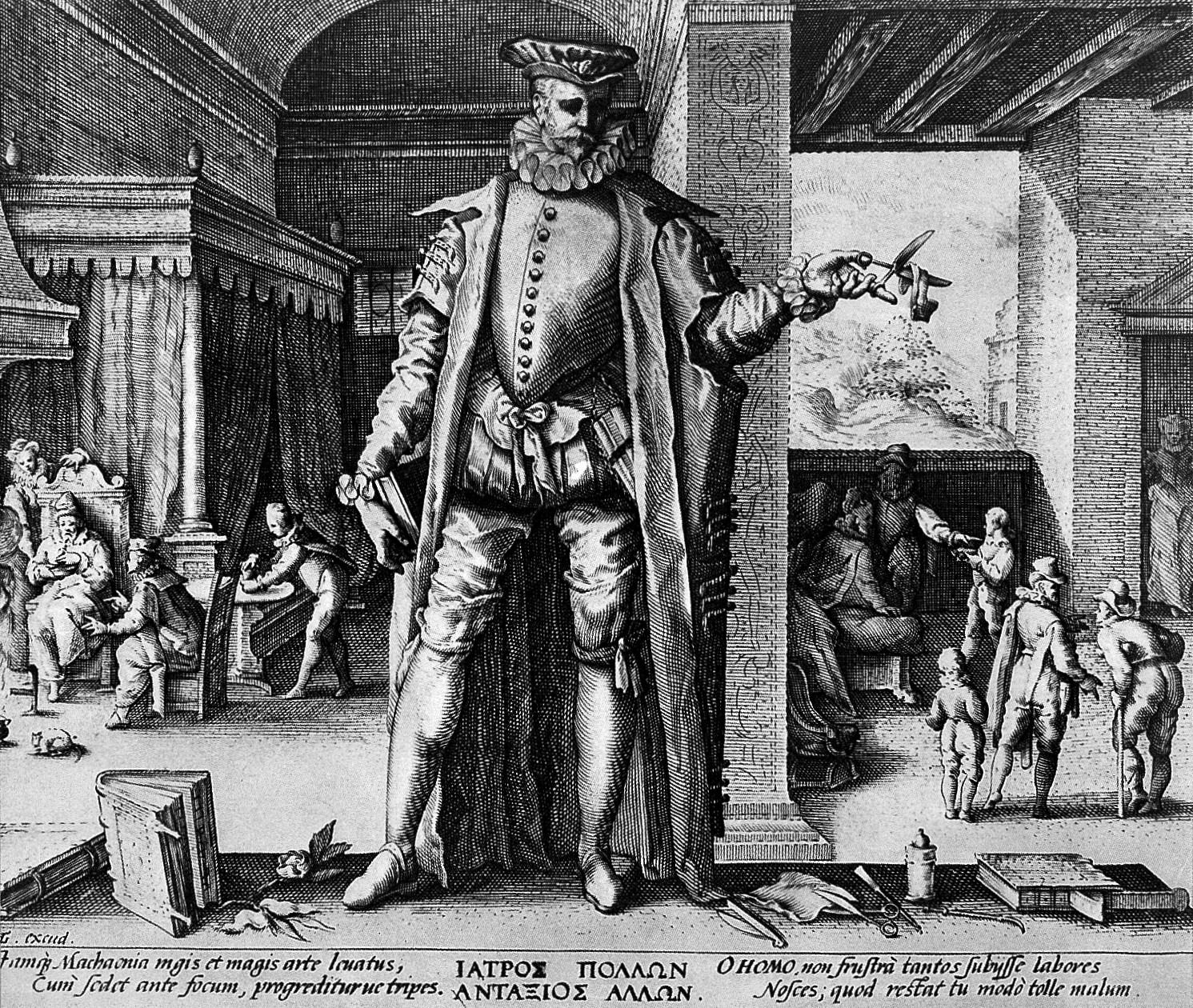
Гендрік Гольціус. «Лікар» 1587
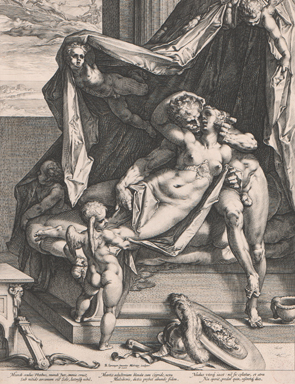
Гендрік Гольціус. «Венера і Марс», 1588, ( гравюра з твору Бартоломея Шпрангера)
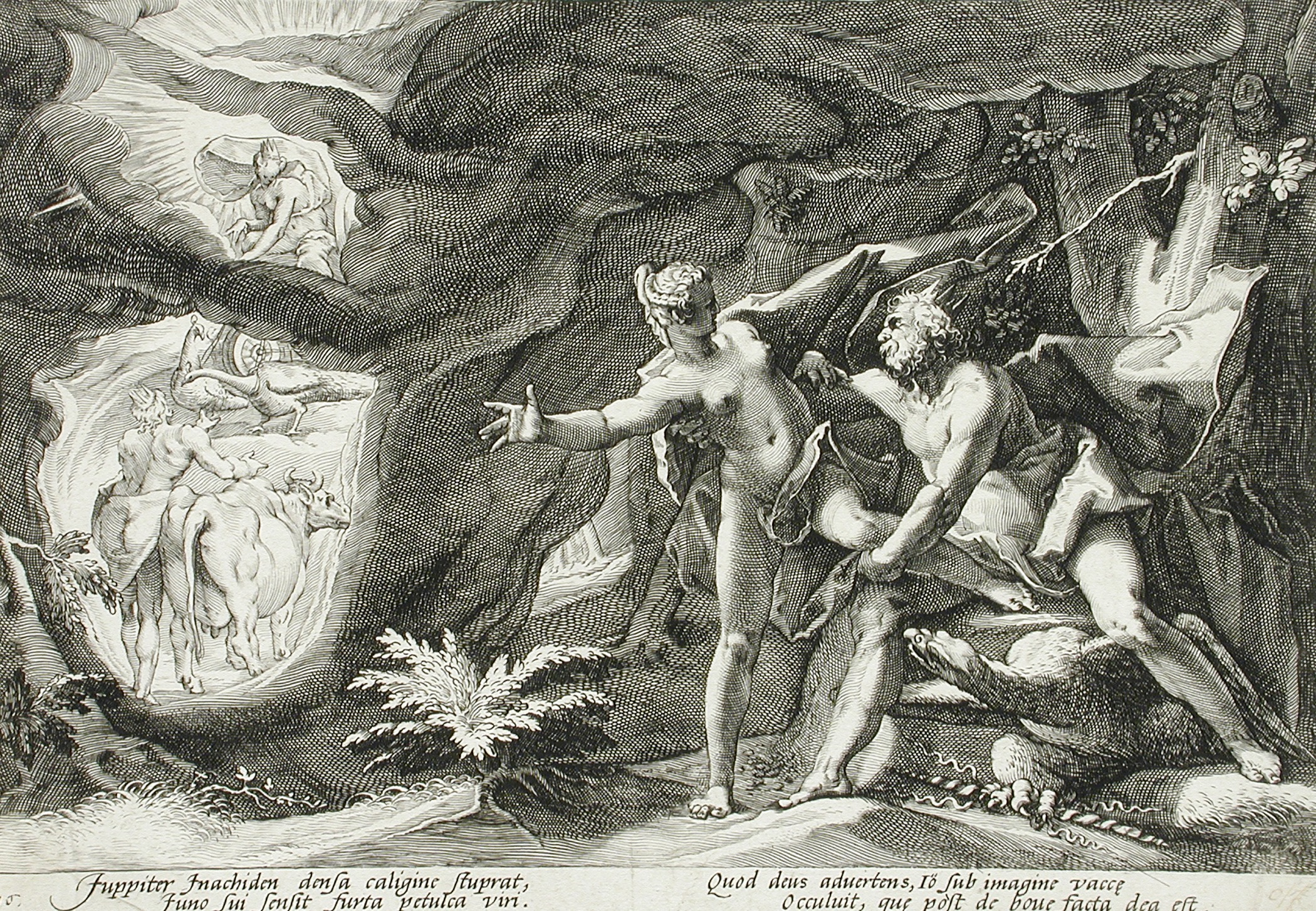
Гендрік Гольціус. «Юпітер і Іо», 1589, Музей мистецтв округу Лос-Анжелес
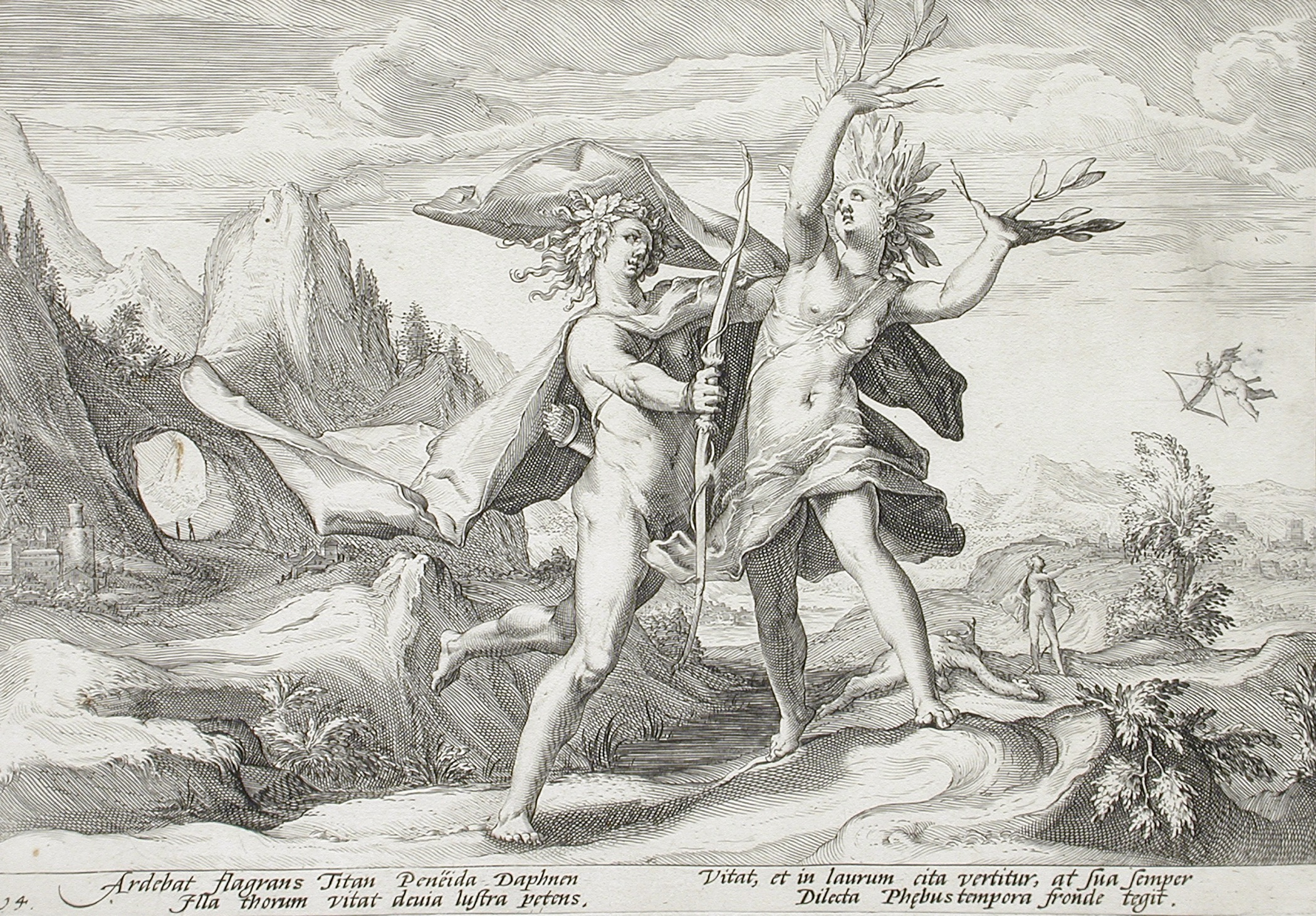
Гендрік Гольціус. «Аполлон і Дафна», 1589
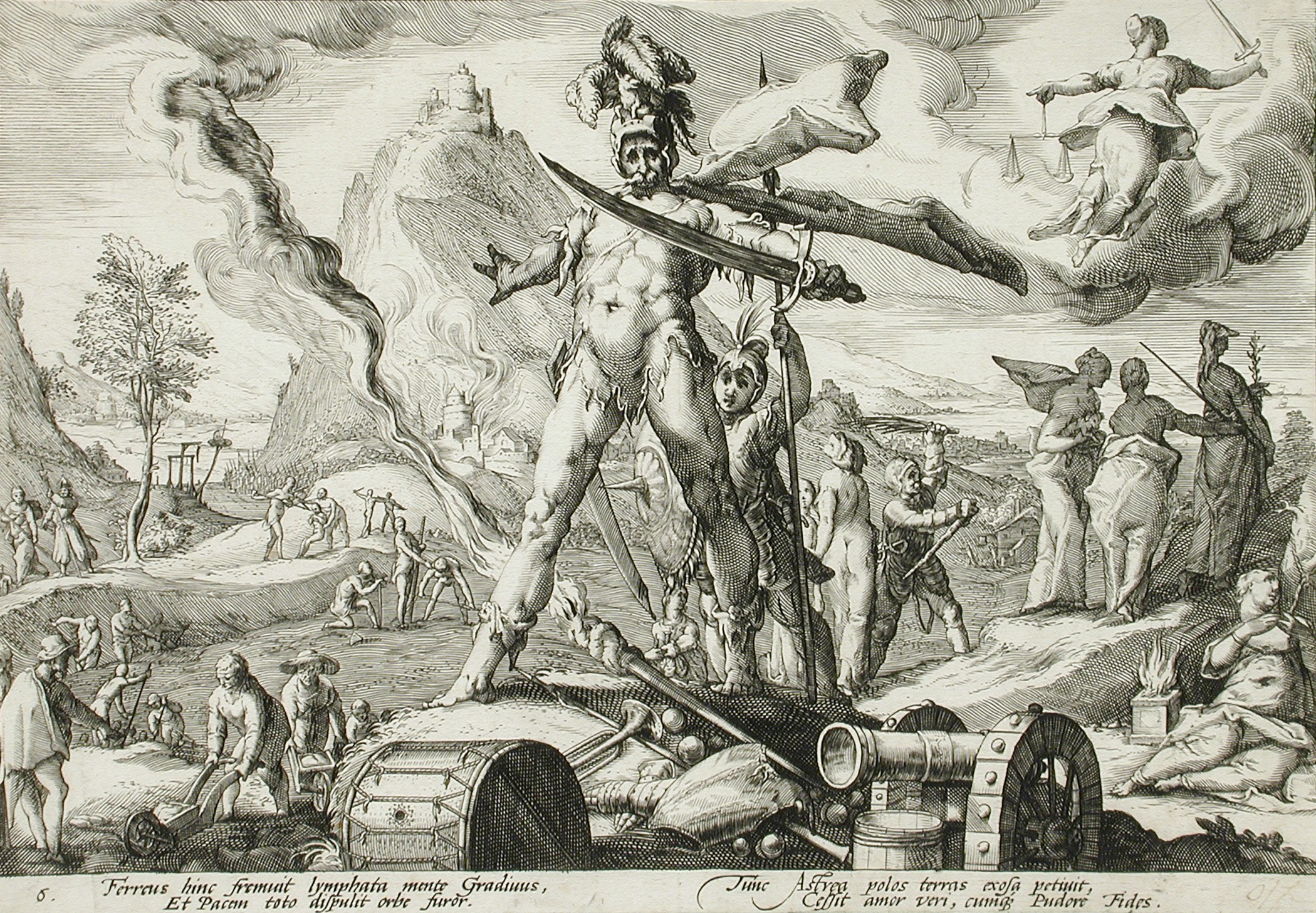
Гендрік Гольціус. «Залізна доба, яку покинула алегорія Справедливості», 1589
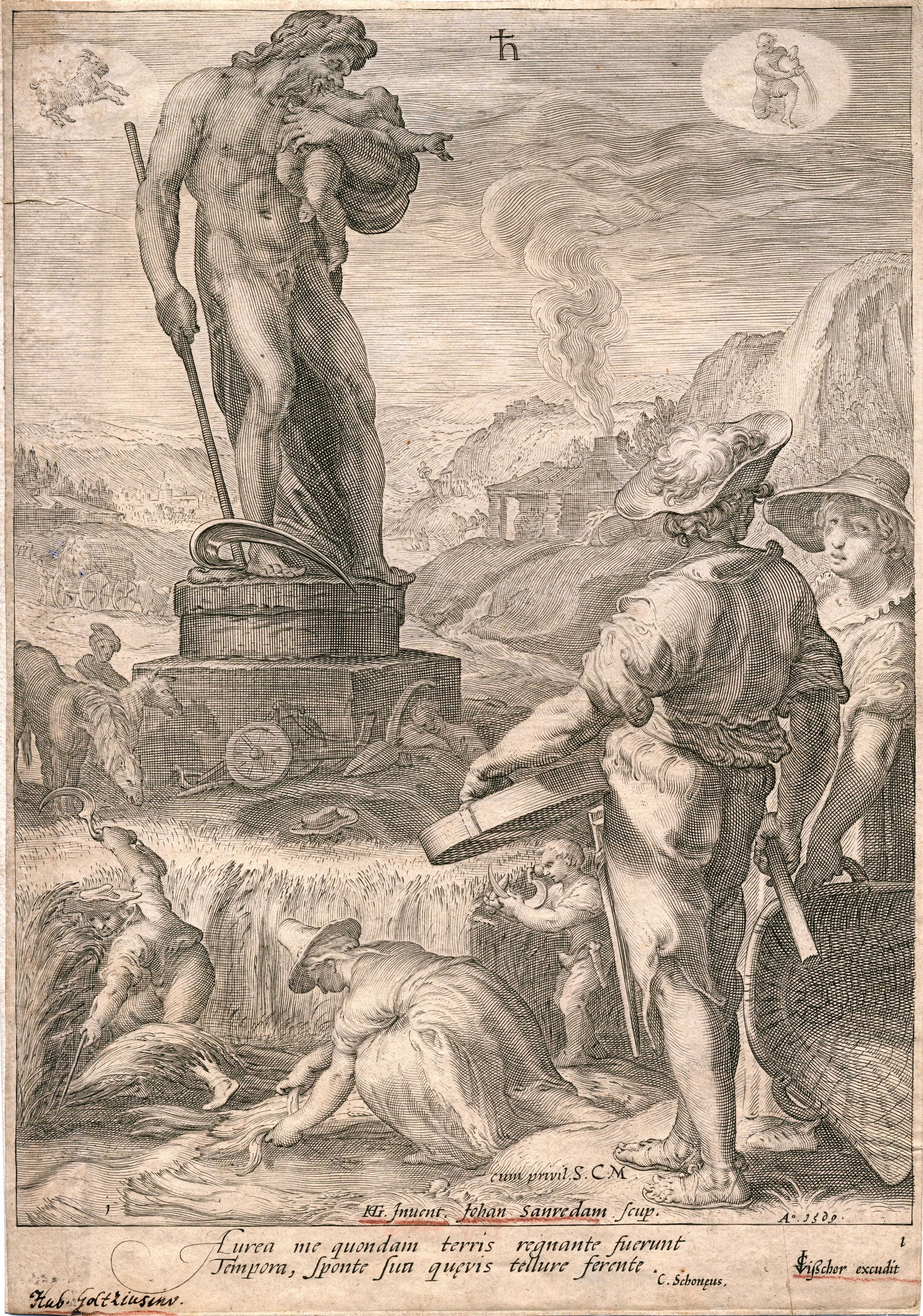
Гендрік Гольціус. «Сатурн як покровитель сільського господарства», 1598
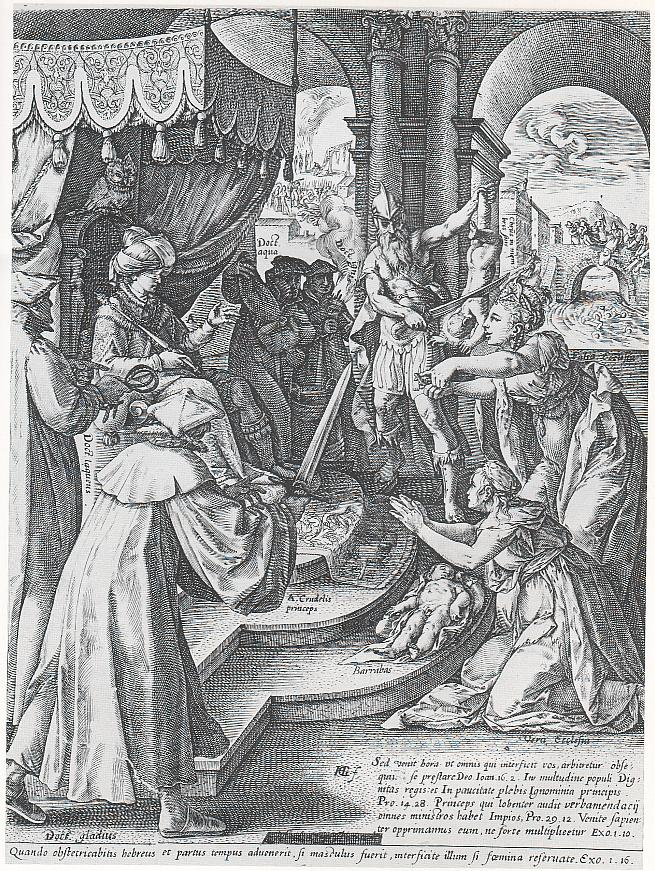
Гендрік Гольціус. «Суд Соломона», 1604
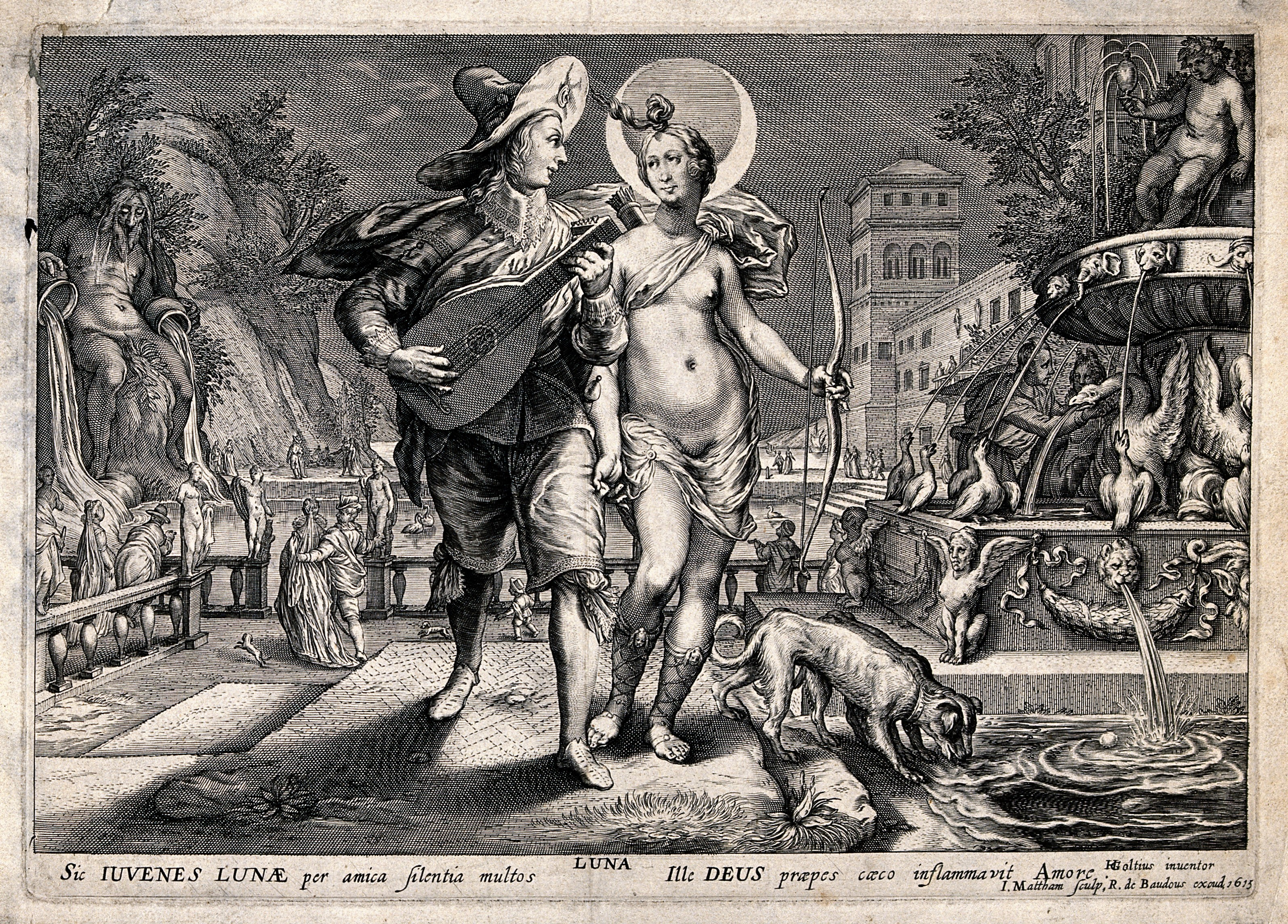
Гендрік Гольціус. «Діана і палацовий сад доби маньєризму», 1615
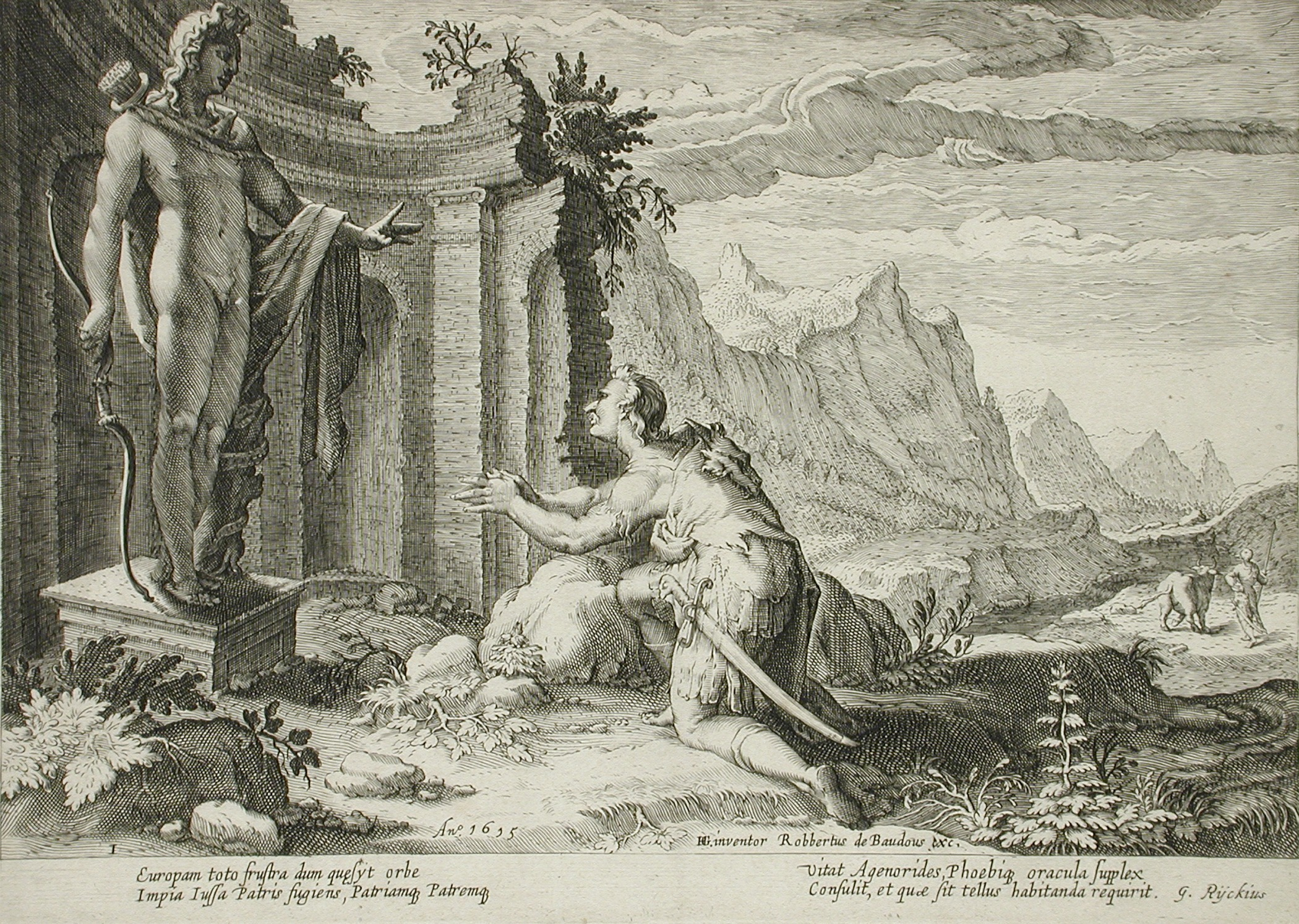
Гендрік Гольціус. «Кадмус перед дельфійським оракулом», 1615
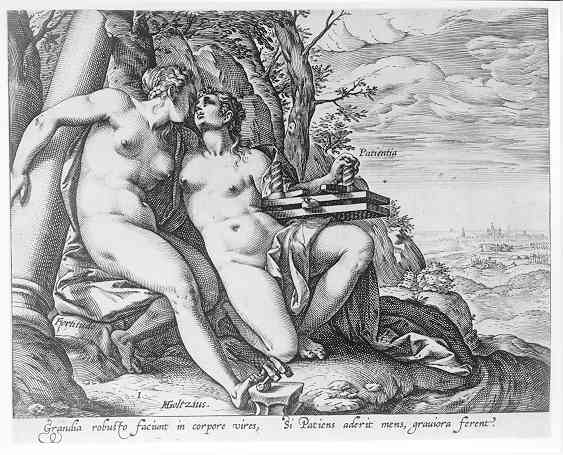
Гендрік Гольціус. «Алегорії Моці і Терпіння», серія «Поєднані алегорії»

## Боги античного пантеону

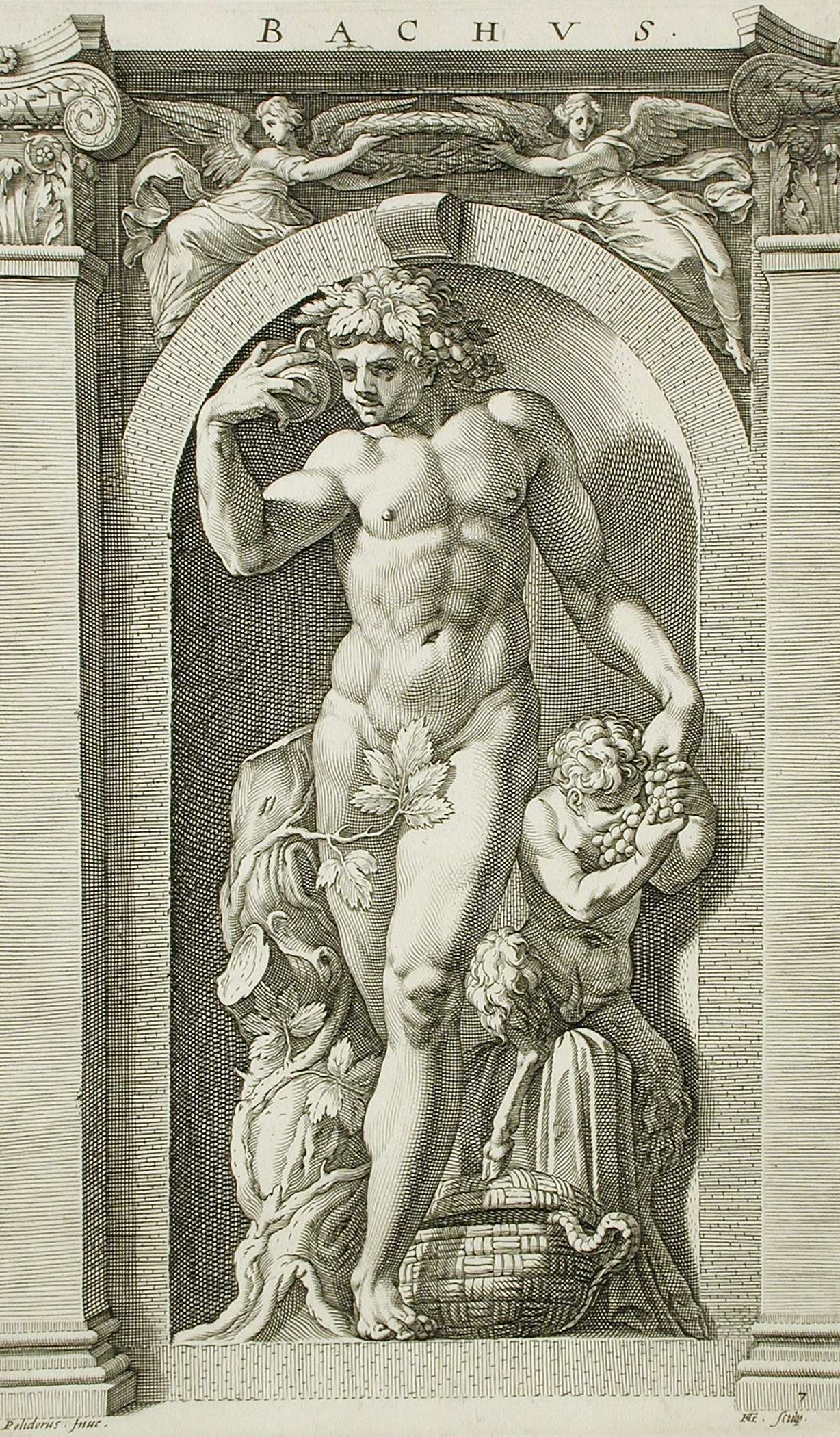
«Вакх», бог вина і веселощів, 1592, Музей мистецтв округу Лос-Анжелес
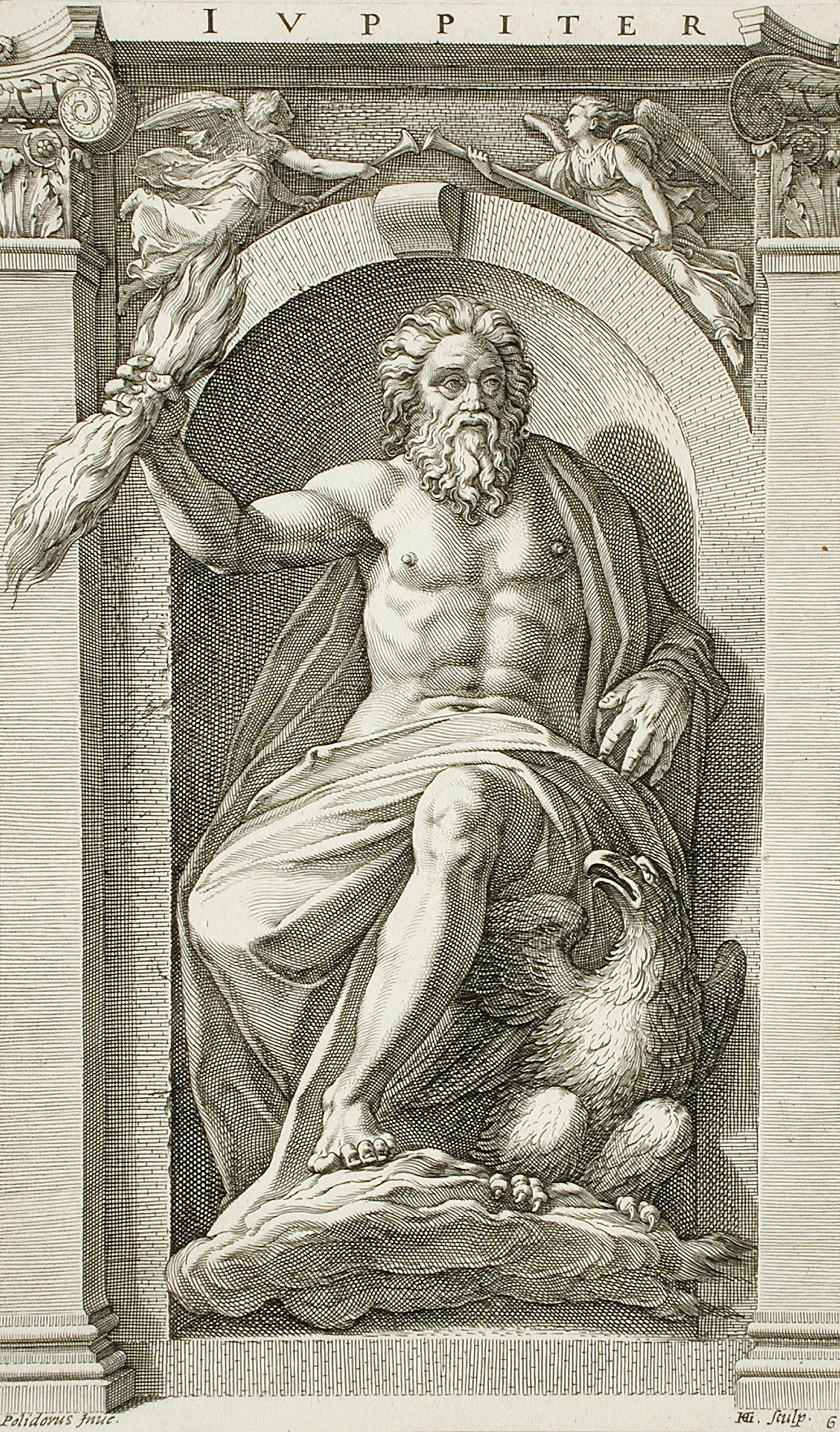
«Юпітер», головний бог римського пантеону, 1592, Музей мистецтв округу Лос-Анжелес
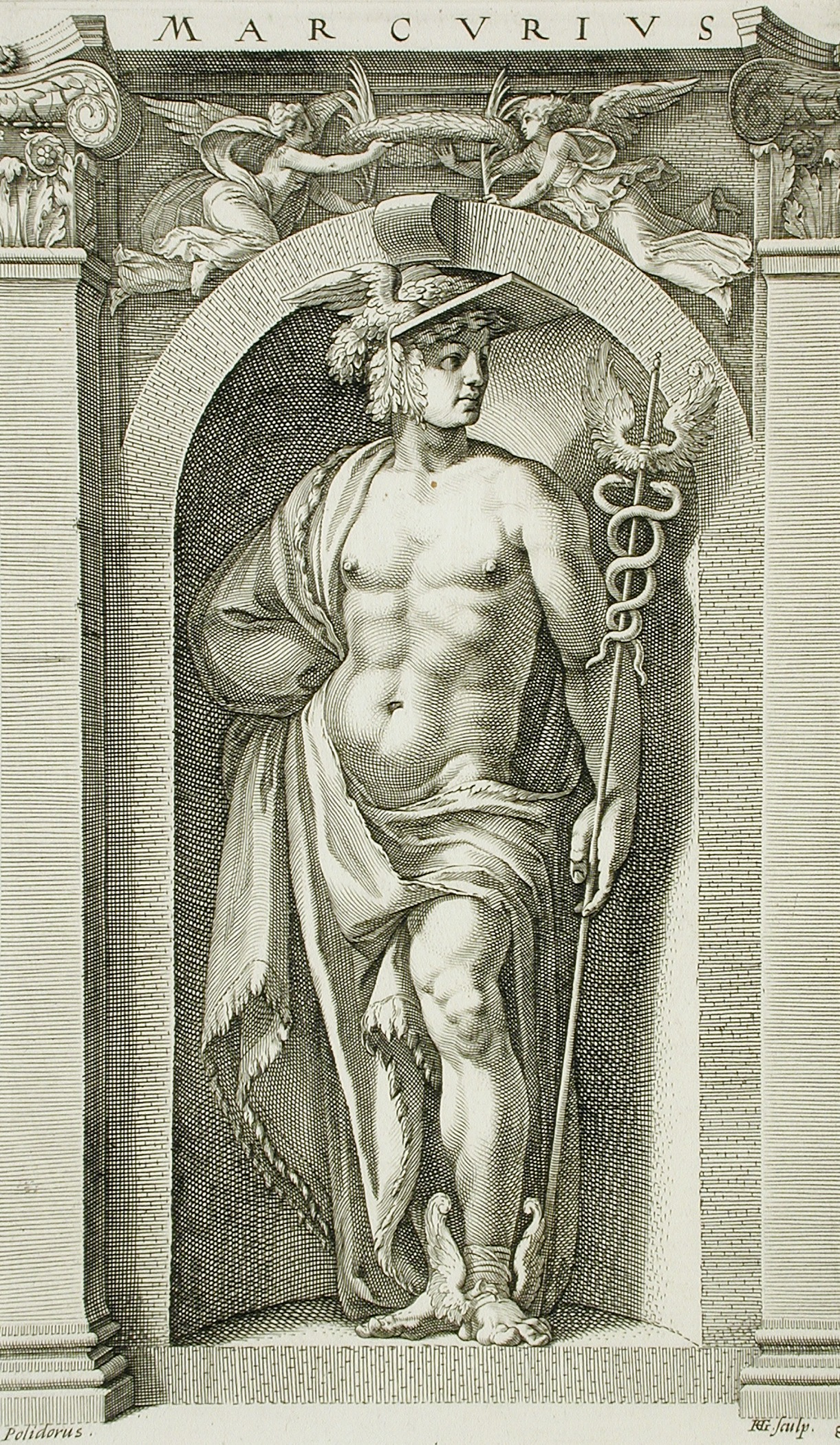
«Меркурій», 1592, Лос-Анжелес
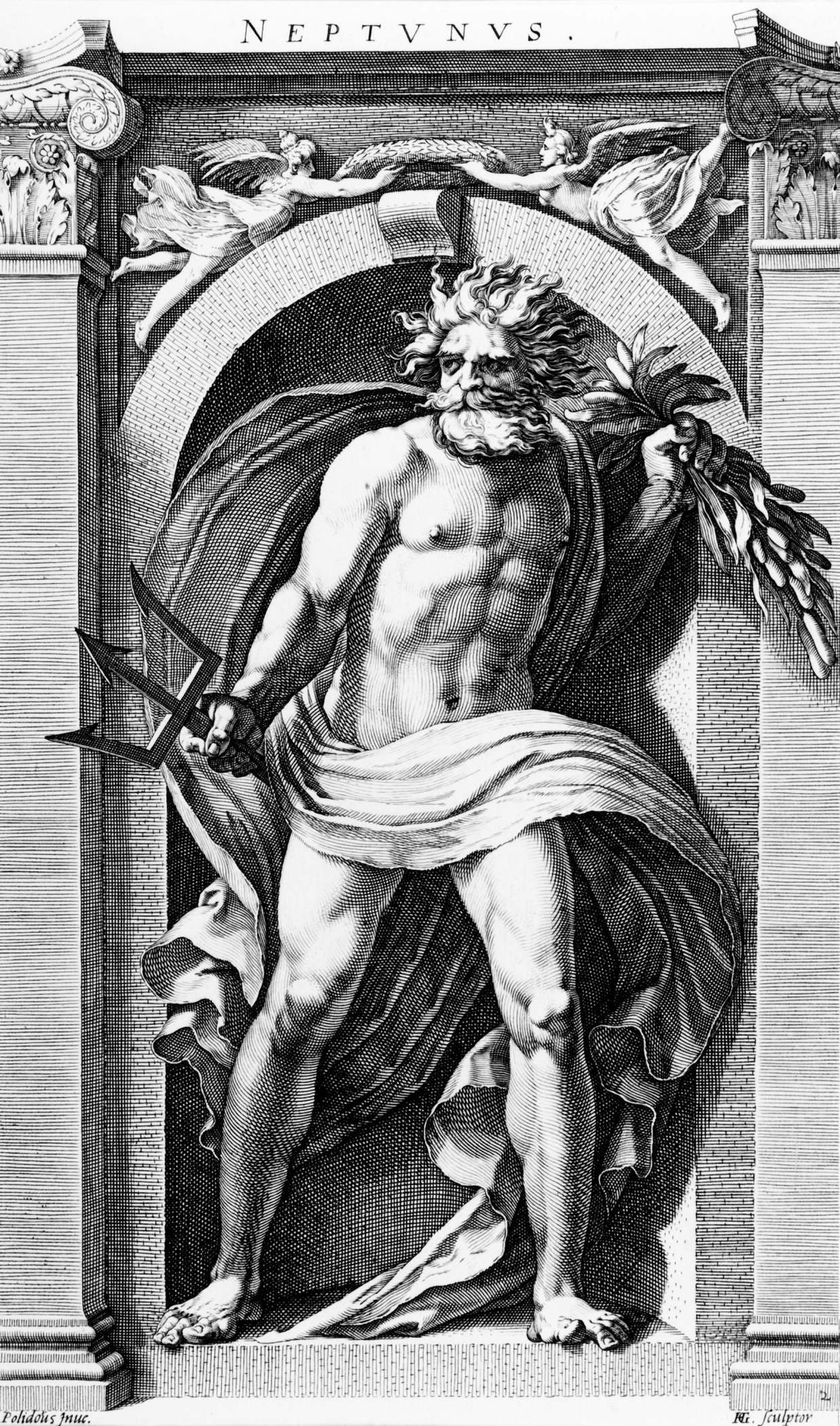
«Нептун», 1592, Музей мистецтв округу Лос-Анжелес
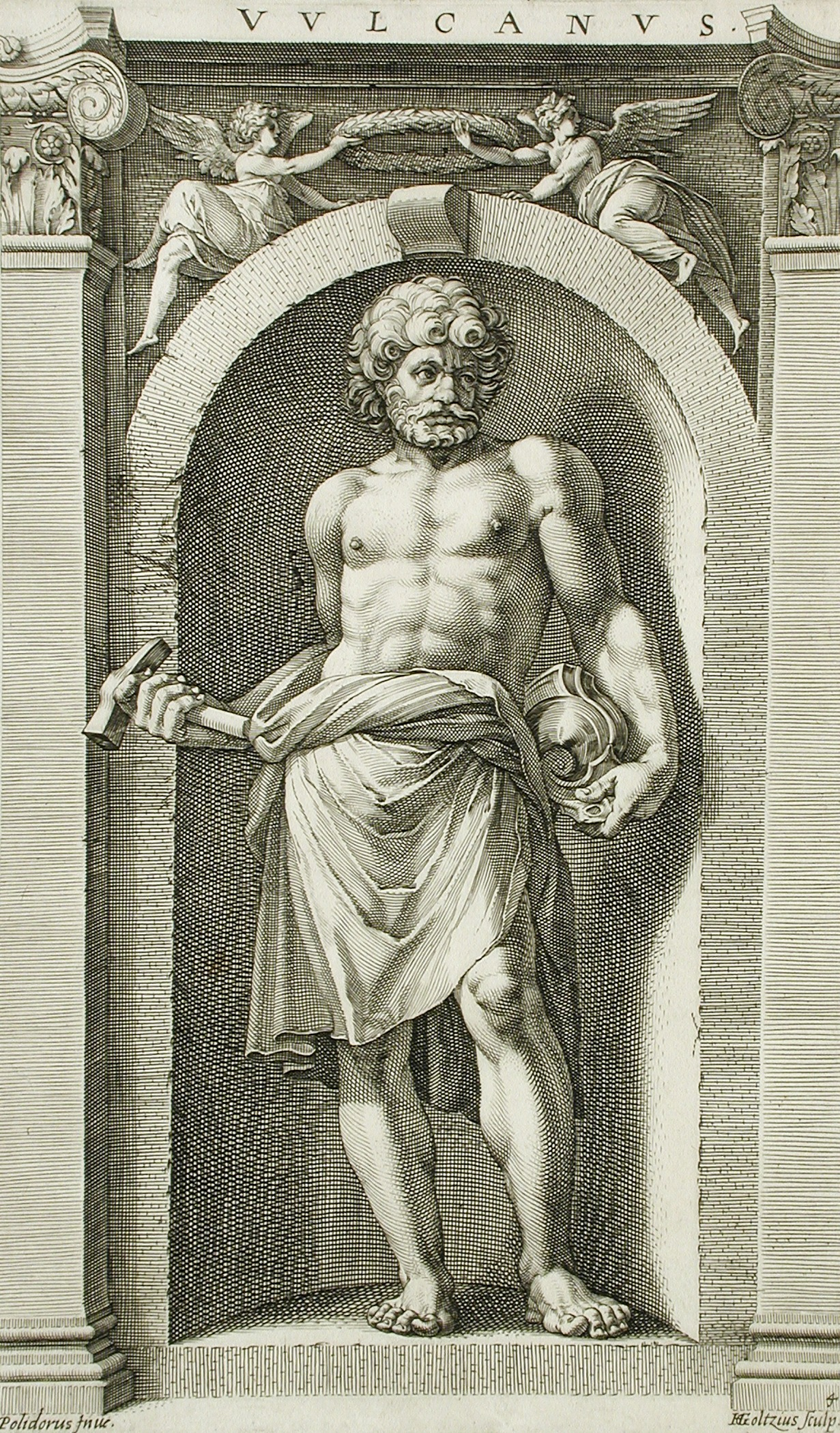
«Вулкан», 1592, Музей мистецтв округу Лос-Анжелес

## Серія «Євангелісти і апостоли»

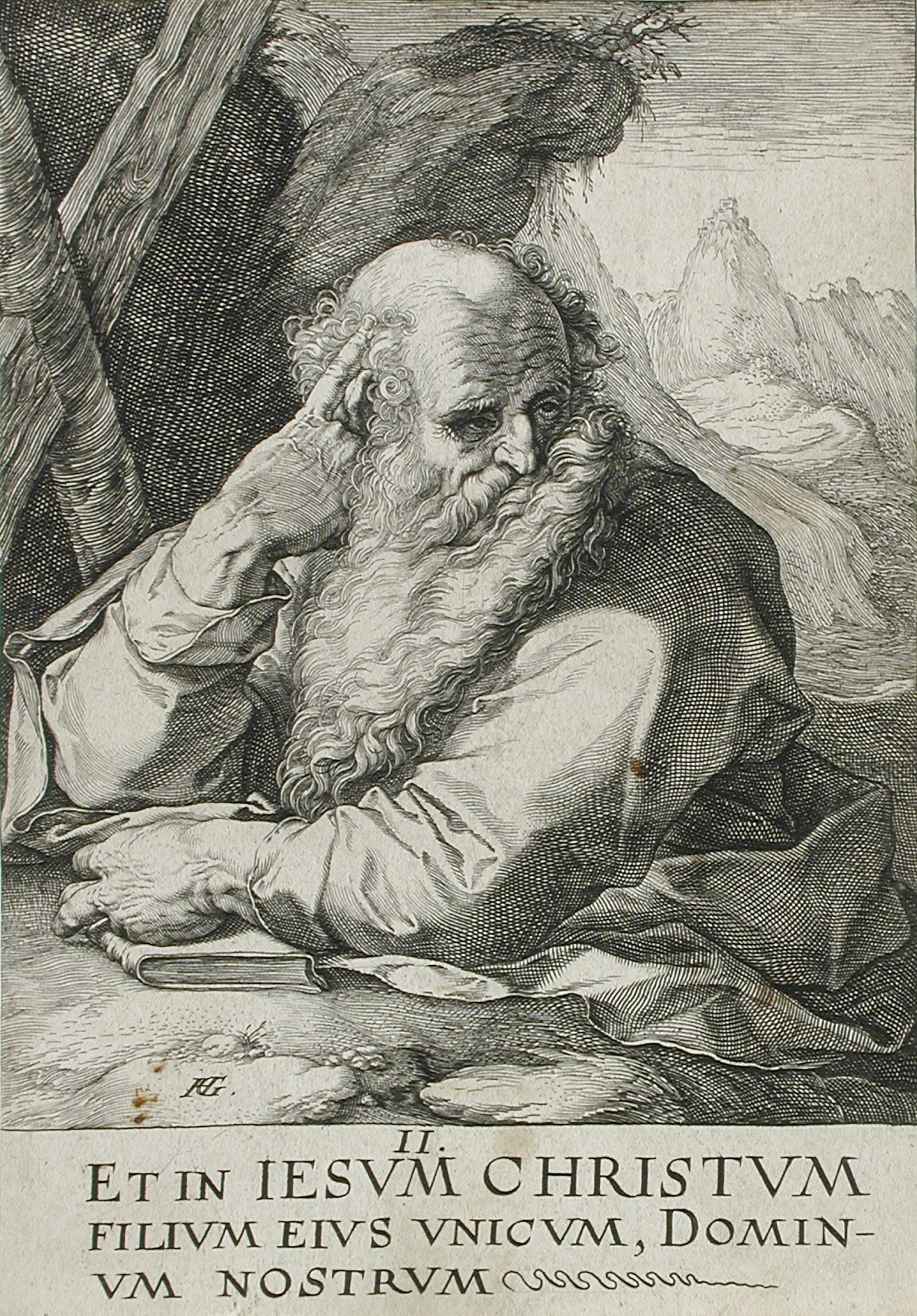
«Св. Андрій Первозваний»
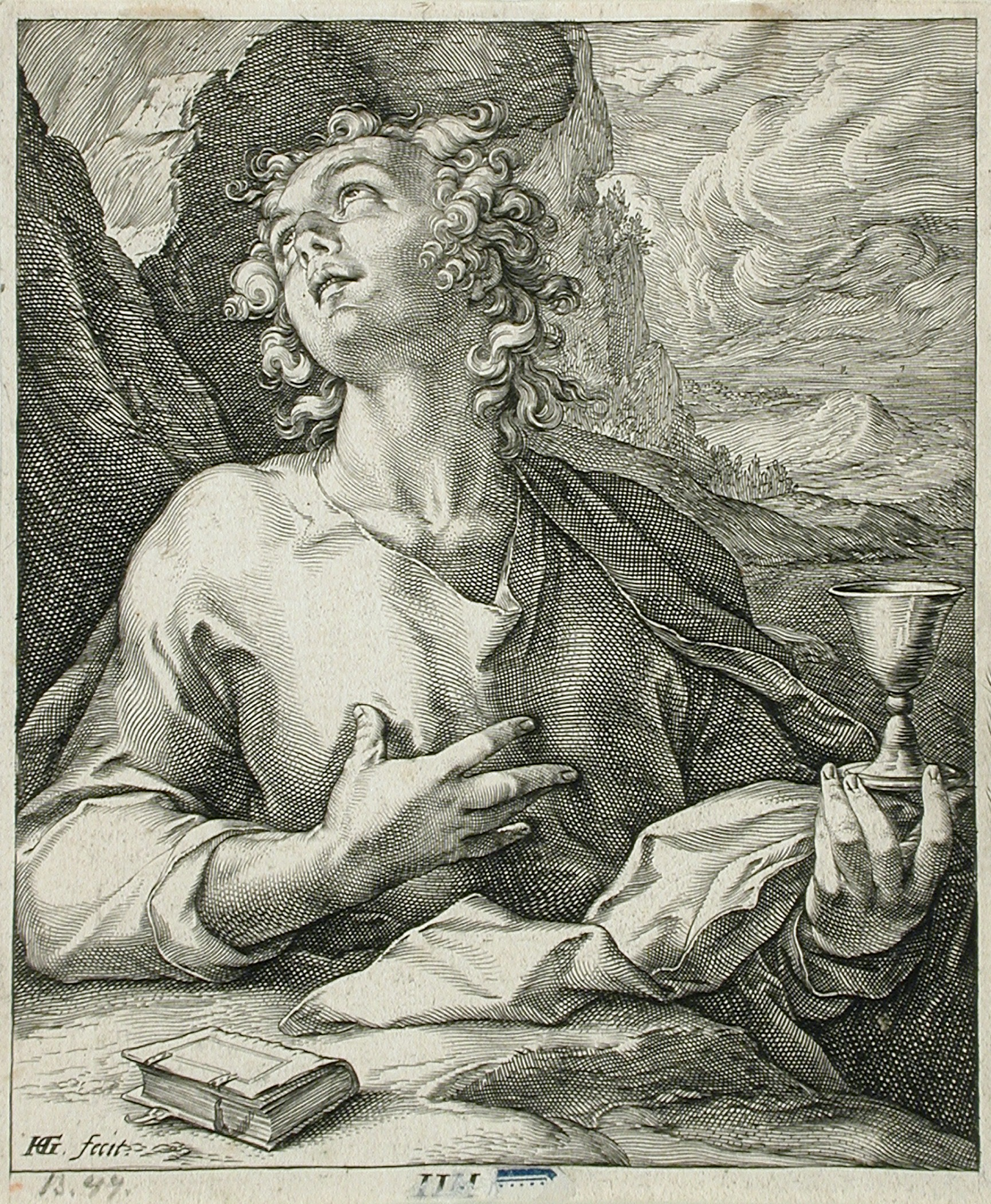
«Євангеліст Іван»
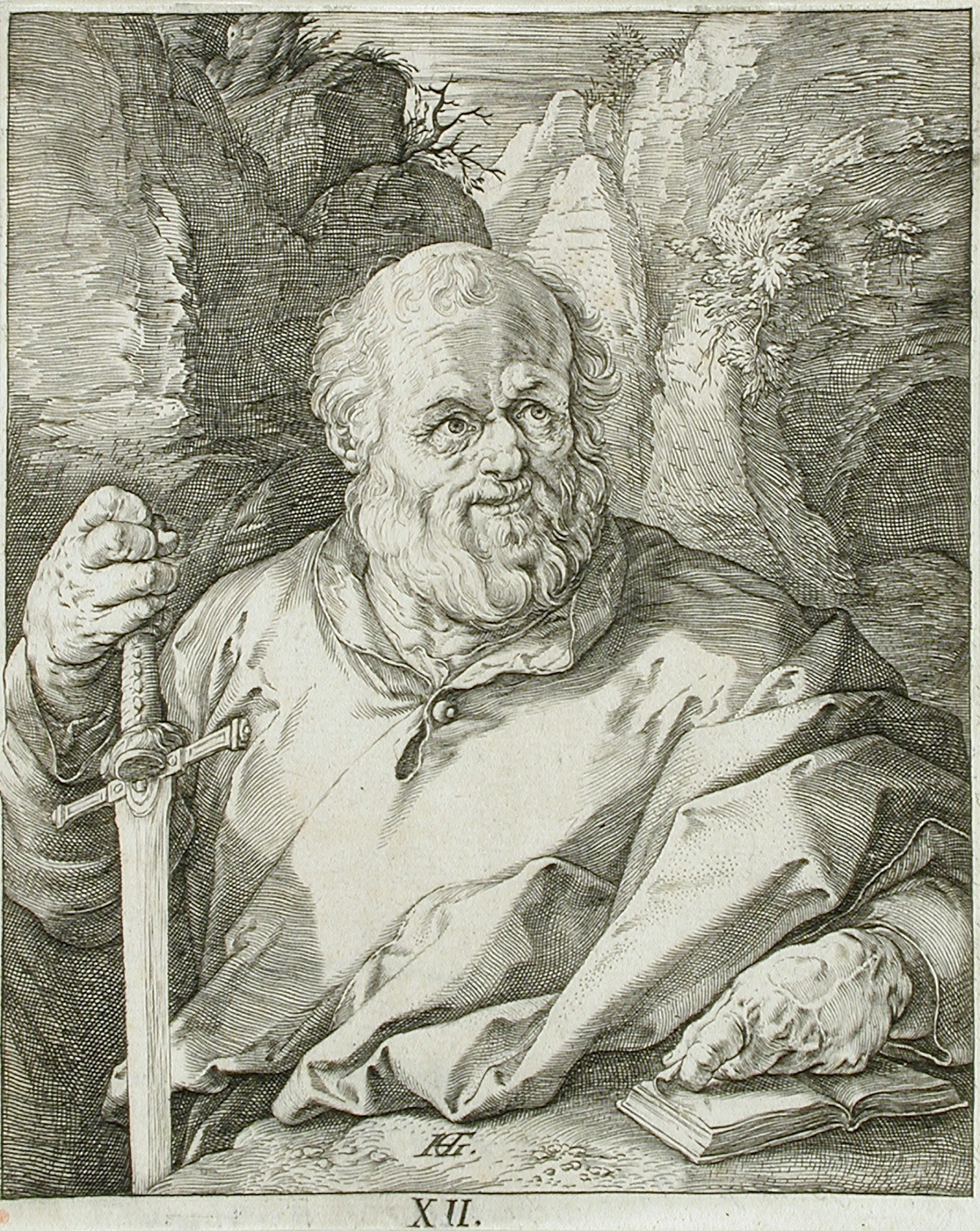
«Св. Павло з мечем»
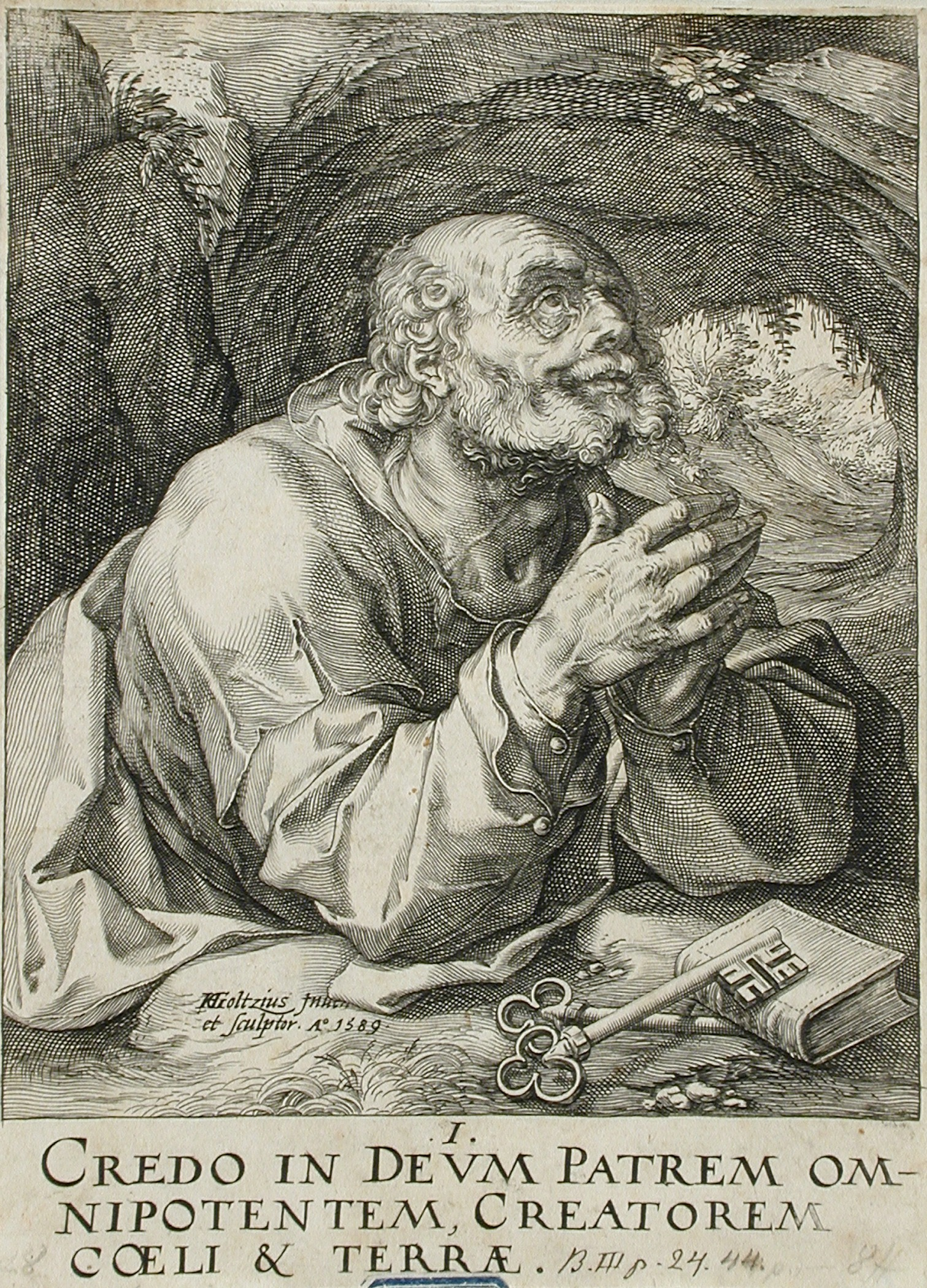
«Св. Петро»

## Гравюри-портрети

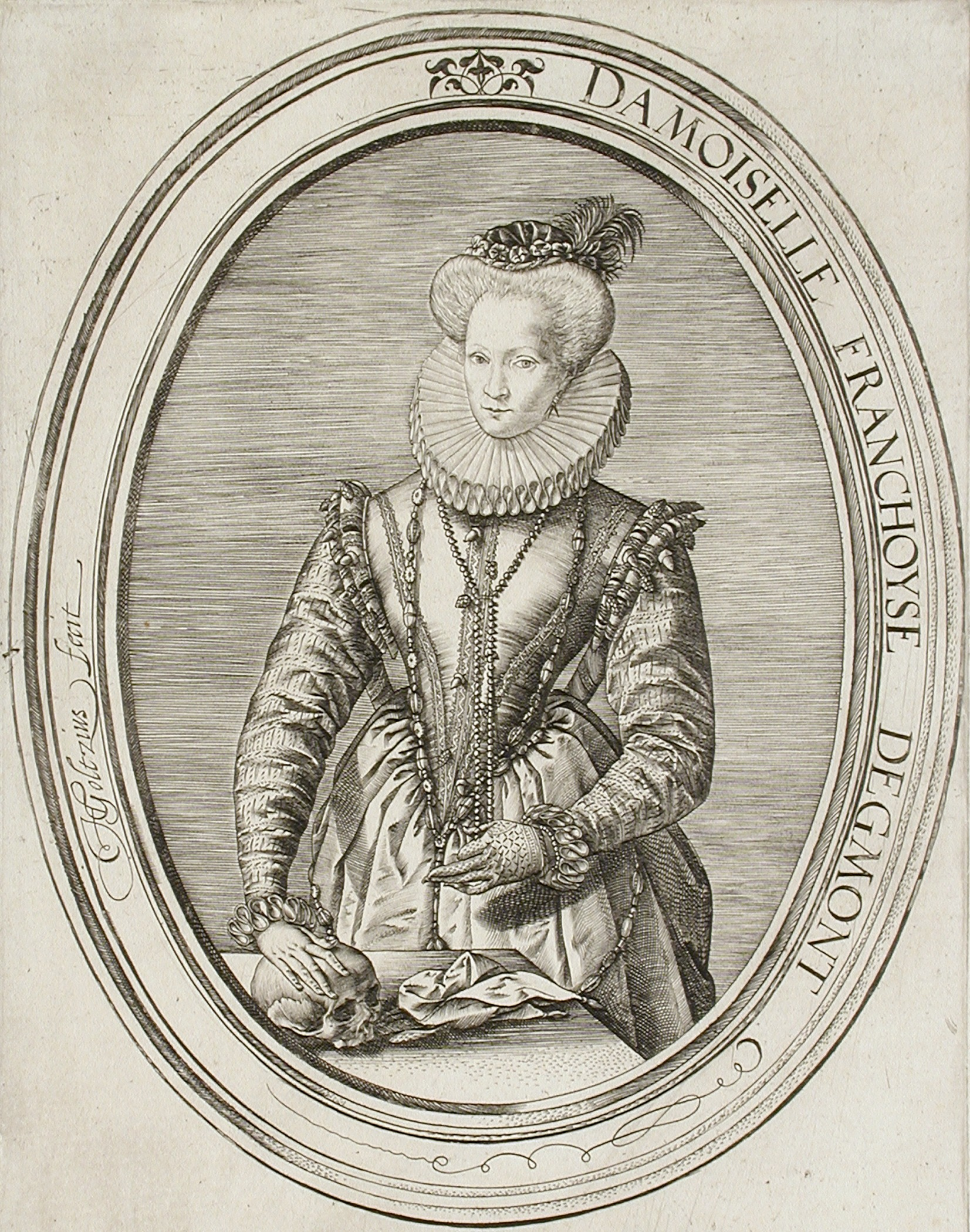
«Графиня Франсуаза ван Егмонд», 1580
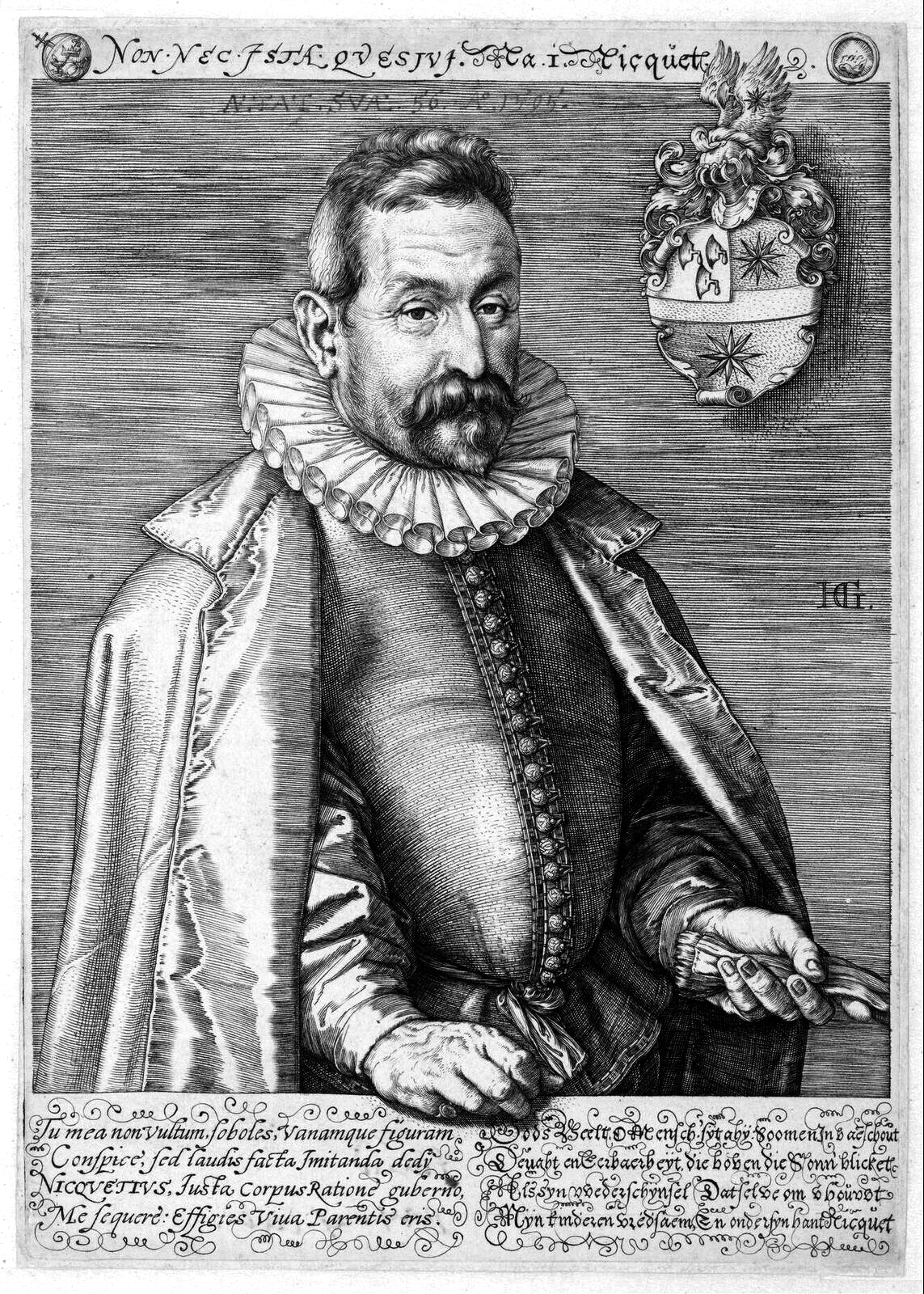
«Ян Нікет», 1595, Музей Бойманс ван Бенінген
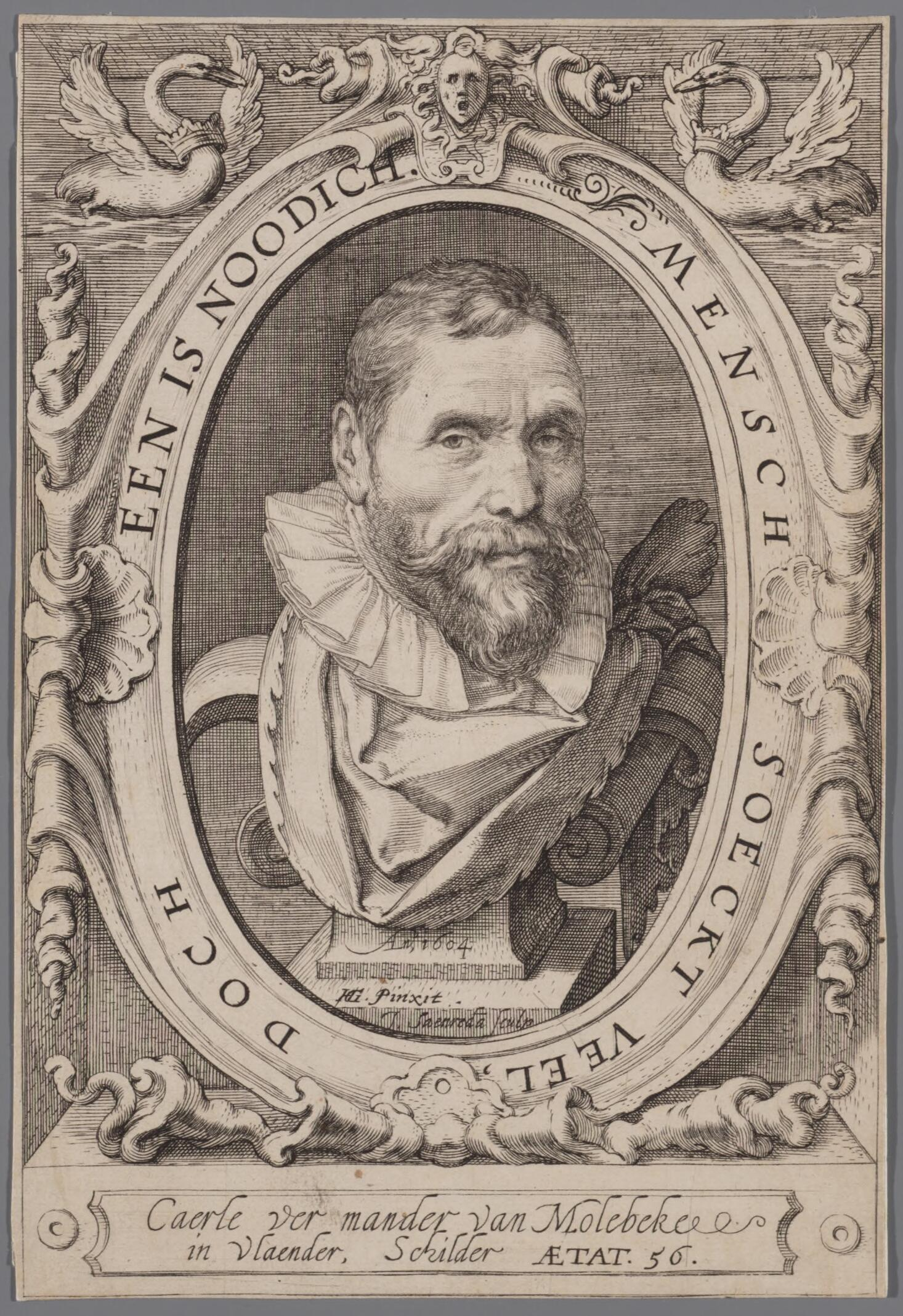
«Карел ван Мандер» (графічний портрет з видання «Життєписи художників»), художник і історіограф, 1604, за твором Яна Санредама, гравер Гендрік Гольціус
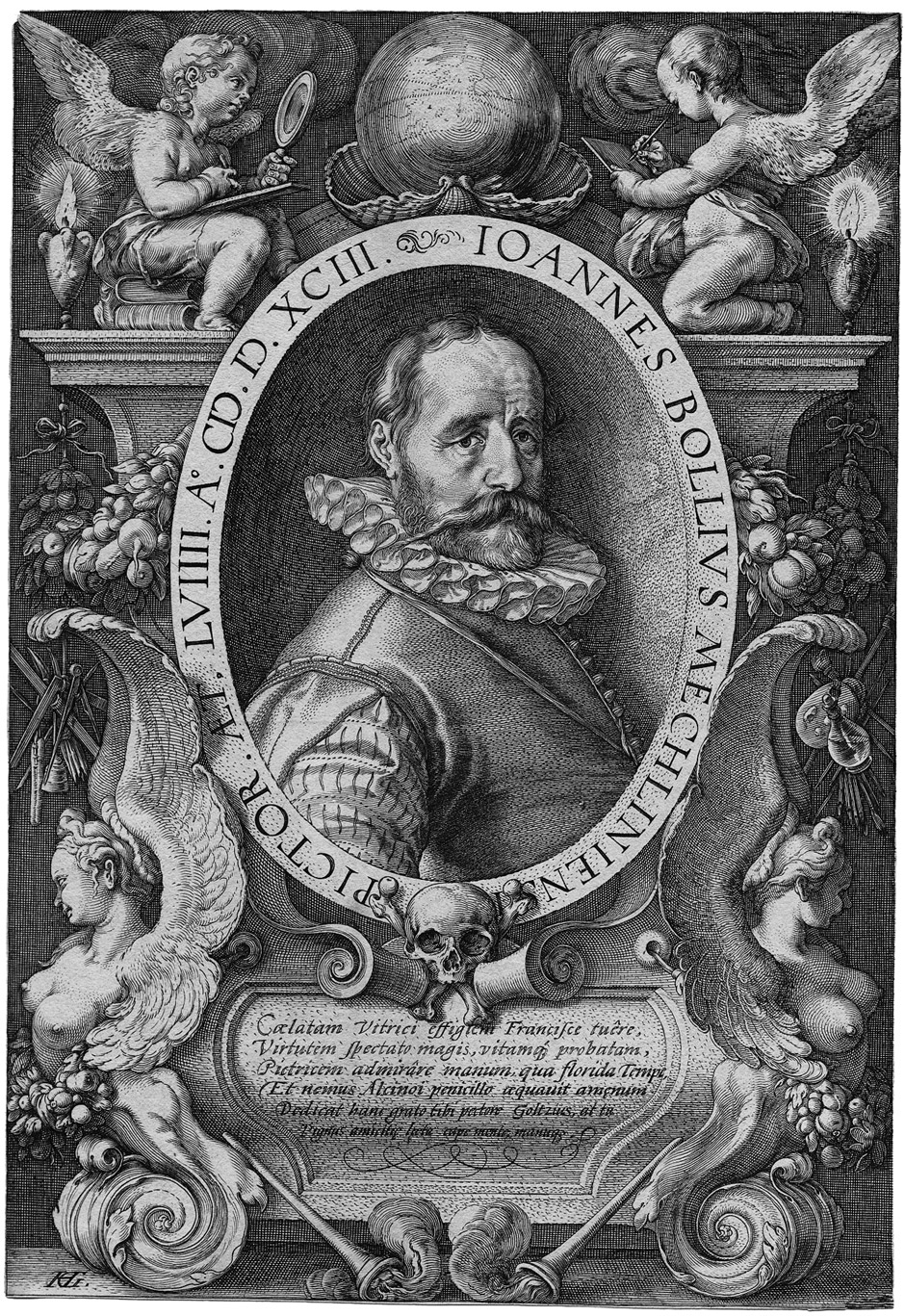
«Ганс Боль», початок 17 ст.
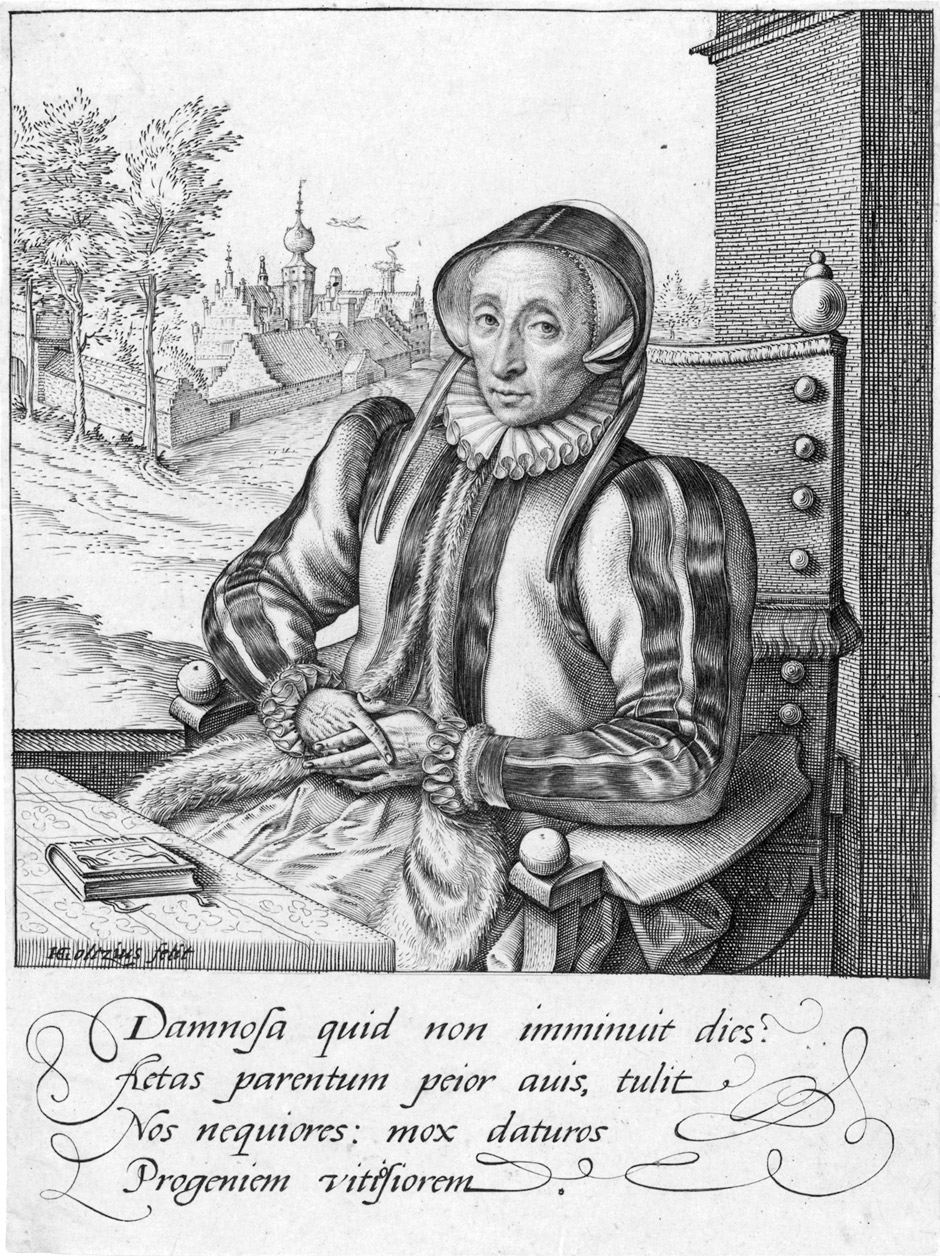
«Агата Шольєрс», 1617

## Живопис і алегорії

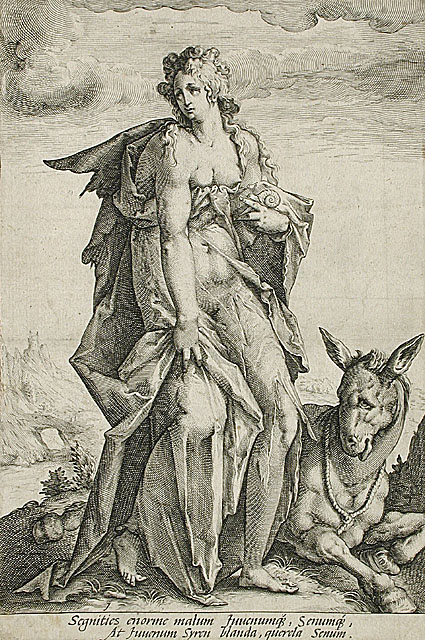
«Алегорія лінивства»

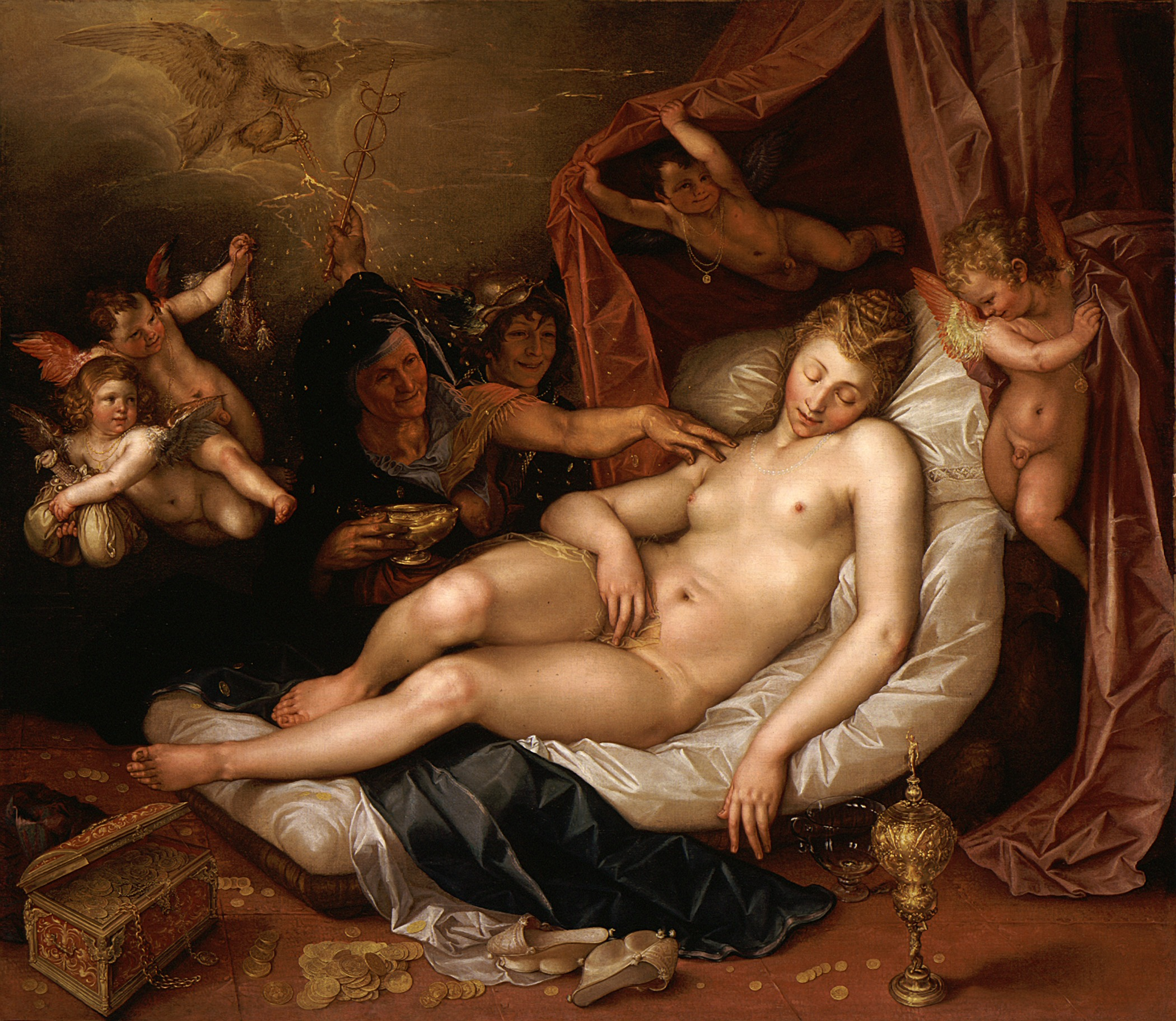
«Даная», 1603
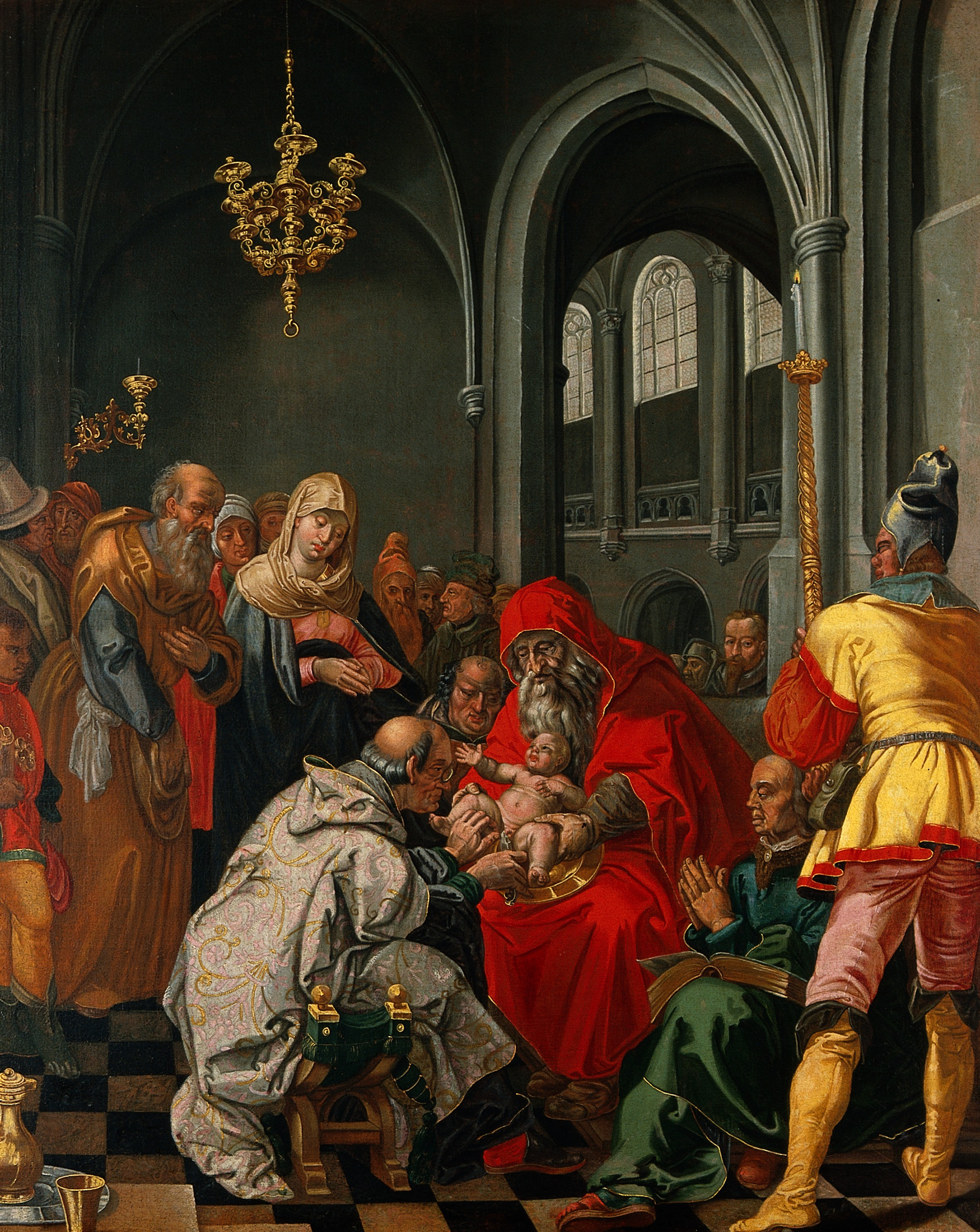
«Обрізання Христа за єврейською традицією»
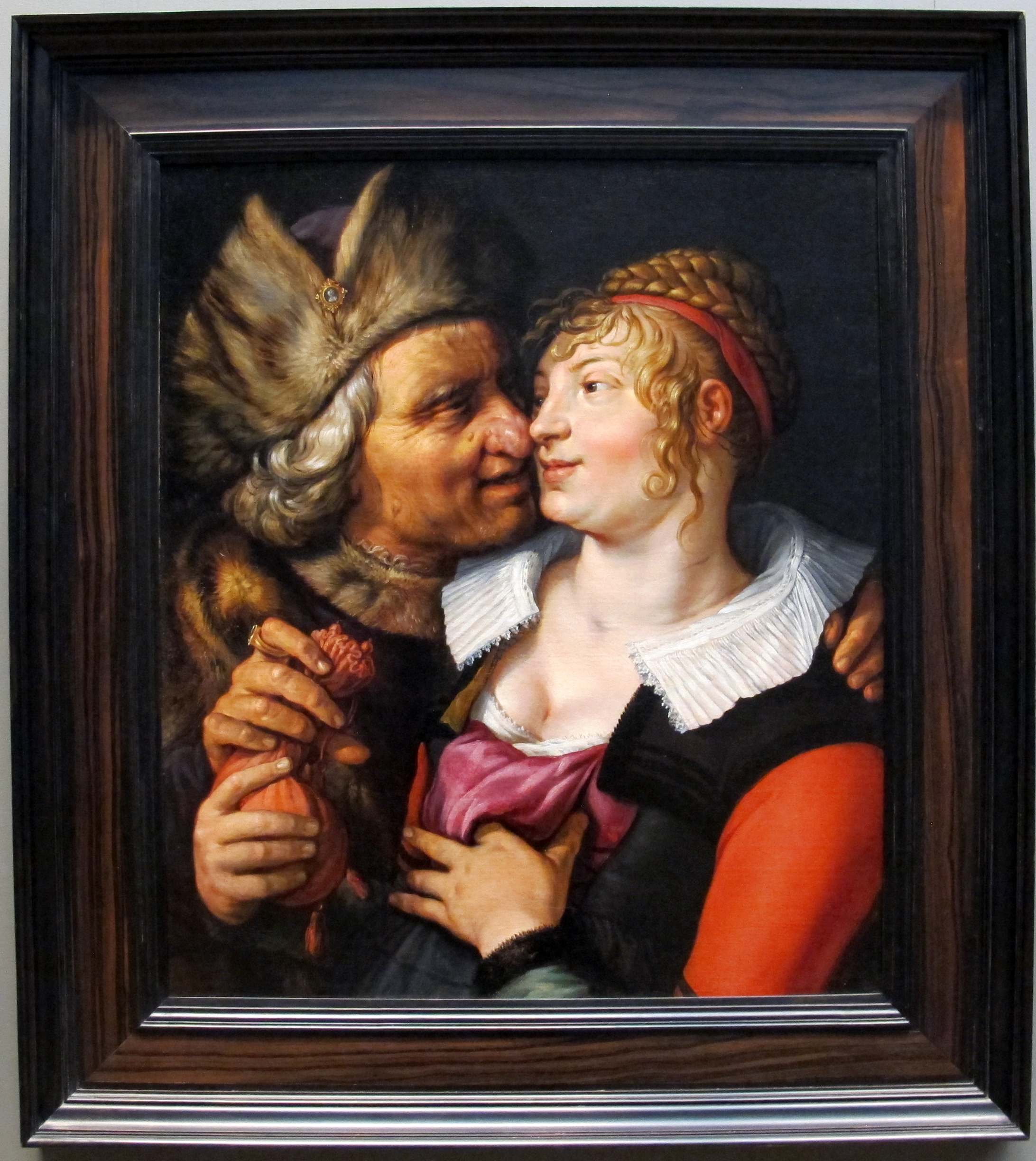
Г. Гольціус. «Старий купує прихильність молодички за гроші», Музей мистецтва Метрополітен
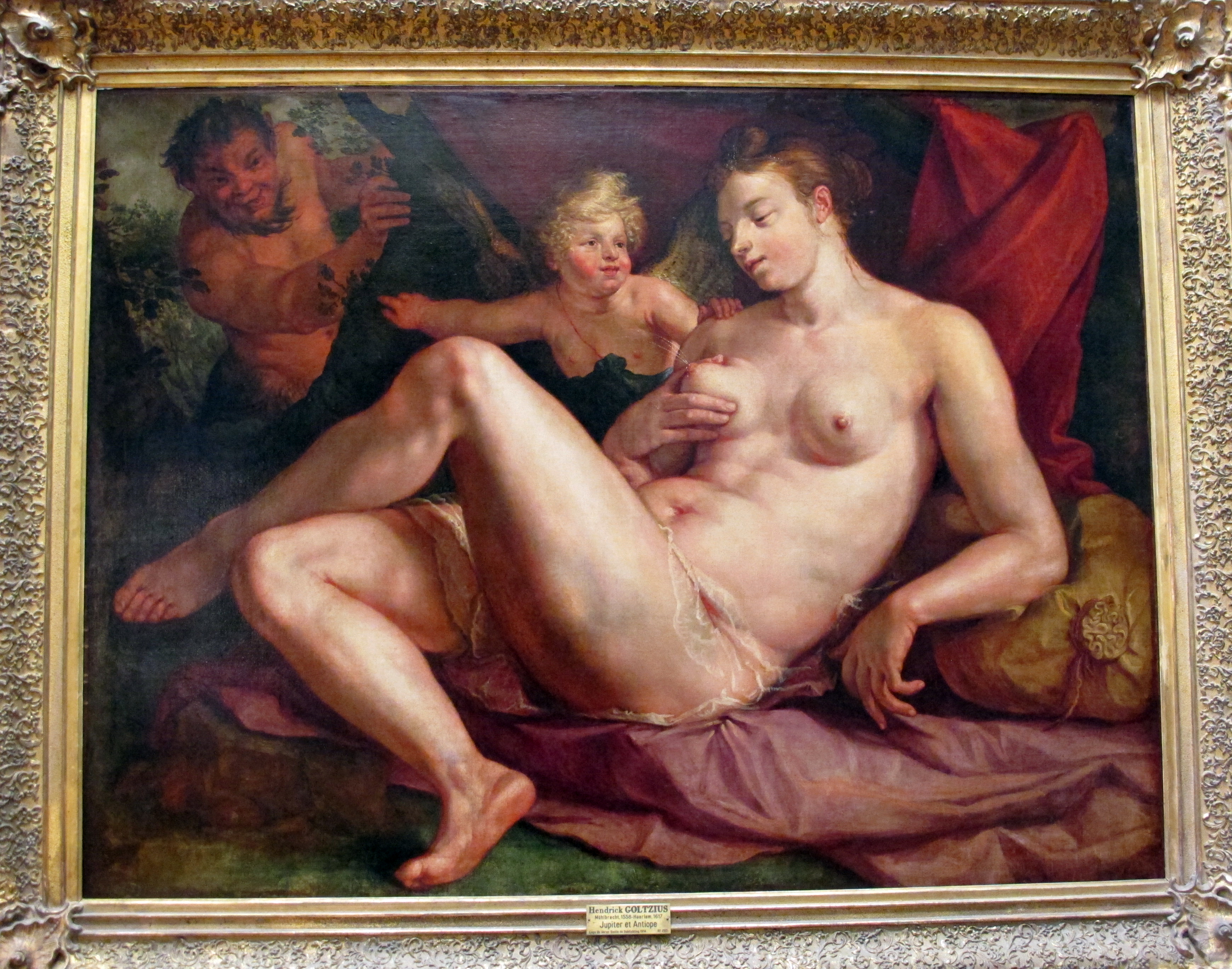
«Венера, Амур і сатир», 1616